# Buick Skylark
Der Buick Skylark (dt.: Himmelslerche, englische Bezeichnung der Feldlerche) war ein Personenkraftwagenmodell, das in den Modelljahren 1953 bis 1954 von Buick als Nachfolger des Roadmaster-Cabriolets in den USA gefertigt wurde. 1953 zählte es als Roadmaster zur Serie 70, 1954 bildete es die eigenständige Serie 100. Von 1962 bis 1972 produzierte Buick eine Serie von Mittelklassewagen unter der Bezeichnung Skylark. Ab 1975 erschienen erneut Skylark-Modelle, die der unteren Mittelklasse angehörten und bis 1998 hergestellt wurden.

## Skylark Serien 70 und 100 (1953–1954)
Anlässlich des 50-jährigen Jubiläums von Buick wurde der Roadmaster Skylark zusammen mit dem Oldsmobile 98 Fiesta und dem Cadillac Series 62 Eldorado als limitierte Cabrios der Spitzenklasse eingeführt, mit denen General Motors 1953 seine Designführerschaft unterstreichen wollte. Die Bezeichnung Skylark wurde 1953 für diese spezielles Cabriolet des Roadmaster Serie 70 zum ersten Mal vergeben. Wie die anderen Roadmaster-Modelle hatte es einen V8-Motor mit einem Hubraum von 5277 cm³ und einer Leistung von 188 bhp (138 kW) bei 4000 min−1. Der Radstand des besonders gut ausgestatteten Cabriolets betrug 3086 mm. Anders als bei den übrigen Roadmaster-Modellen dieses Jahres waren bei diesem Modell 76X die hinteren Radausschnitte nicht abgedeckt und es hatte auch keine Lüftungsöffnungen seitlich des Motorraums, aber es gab Drahtspeichenräder von Kaiser-Hayes. Auf Höhe der Rücksitze hatten die Karosserien der Skylarks einen roadsterähnlichen Hüftknick. Sitze und Lenksäule lagen tiefer als bei den übrigen Roadmaster-Modellen. Dadurch konnte auch das Dach um etliche Zentimeter tiefer gesetzt werden, was den Fahrzeugen ein rasantes Aussehen verlieh, ohne die Kopffreiheit der Insassen einzuschränken. Diese Änderungen hatten zur Folge, dass etliche Blechteile in Kleinserie außerhalb der normalen Serienproduktion gefertigt werden mussten. Der 1953er Skylark war in vielerlei Hinsicht handgefertigt. Nur die Stanzteile für die Motorhaube, den Kofferraumdeckel und einen Teil der Verdeckwanne wurden mit den Roadmaster- und Super-Cabrios geteilt. Alle Skylark-Karosserien wurden mit verschiedenen Mengen an Bleispachtel bearbeitet. Die Innentüren wurden bei den zweitürigen Roadmaster-Modellen in zwei Hälften geschnitten und dann in einem Winkel wieder zusammengeschweißt, um die schnittige Türmulde zu erzeugen. Ein insgesamt stromlinienförmigeres Aussehen wurde verstärkt, indem die Windschutzscheibe fast 76 mm (3 Zoll) kürzer geschnitten und die Seitenfenster und der Rahmen des Verdecks entsprechend abgesenkt wurden.
Kostete das Roadmaster-Cabriolet Modell 76C 3506 US$, so schlug das Roadmaster Skylark Modell 76X mit 5000 US$ zu Buche.
Im Folgejahr wurde der Skylark zu einer eigenen Serie mit der Nummer 100 und nur einer Modellversion, die allerdings auf den „kleineren“ Serien 40 und 50 basierte. Er kehrte 1954 mit einem radikal neu gestalteten Styling zurück, das einzigartig für die Buick-Linie war, zu dem auch Radausschnitte gehörten, die in einer kontrastierenden Farbe zur Karosserie lackiert werden konnten. Der Kofferraum wurde abgeschrägt, und die Rückleuchten wurden in große verchromte Flossen verlegt, die aus den hinteren Kotflügeln herausragen. Der Hüftknick war abgeschafft worden, der Radstand wuchs um 13 mm (½″) auf 3099 mm und die Motorleistung legte auf 200 bhp (147 kW) bei 4100 min−1 zu. Zum Standard gehörte ein Dynaflow-Getriebe. Die Heckflossen setzten sich von der flachen Kofferraumhaube deutlicher ab als beim Vorjahresmodell. Die Motorhaubenverzierung war einzigartig und wurde im folgenden Jahr für die gesamte Buick-Produktlinie übernommen.

1953 entstanden 1690 Skylark der Serie 70, 1954 836 Exemplare der Serie 100, die nur noch 4355 US$ kostete. 1955 wurde diese Sonderserie nicht mehr gefertigt.

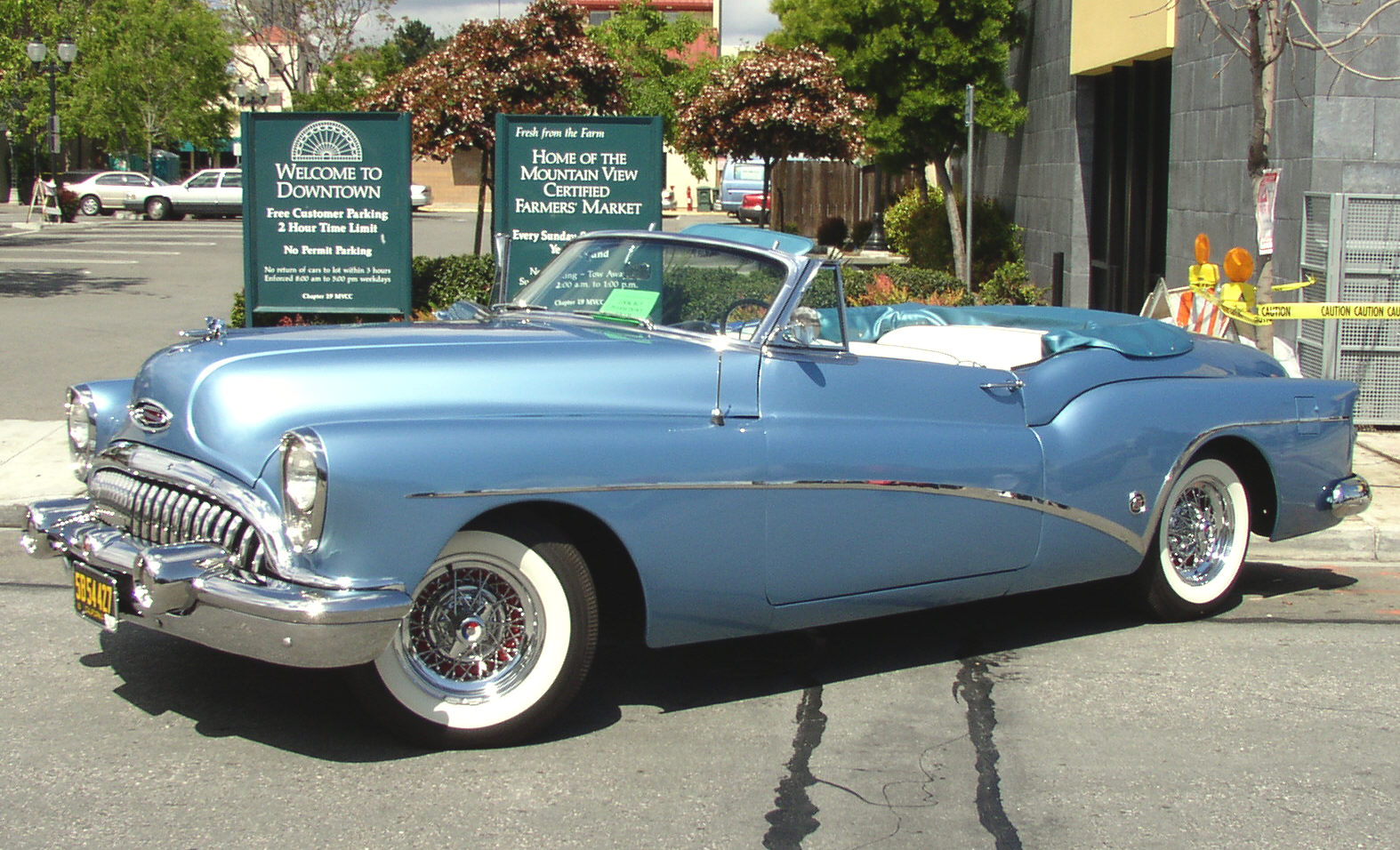
1953 Series 70 Modell 76X
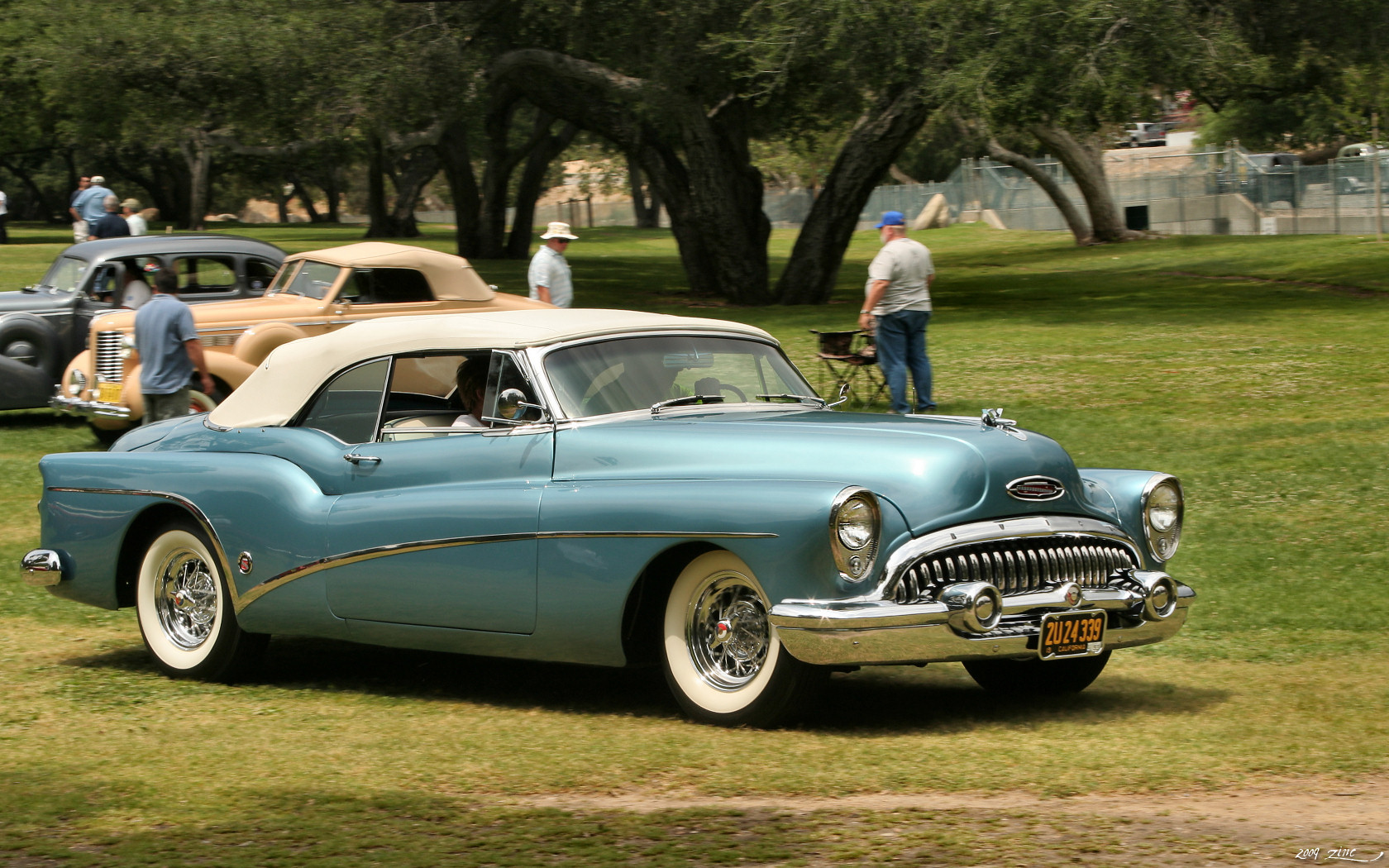
1953 Series 70 Verdeck geschlossen
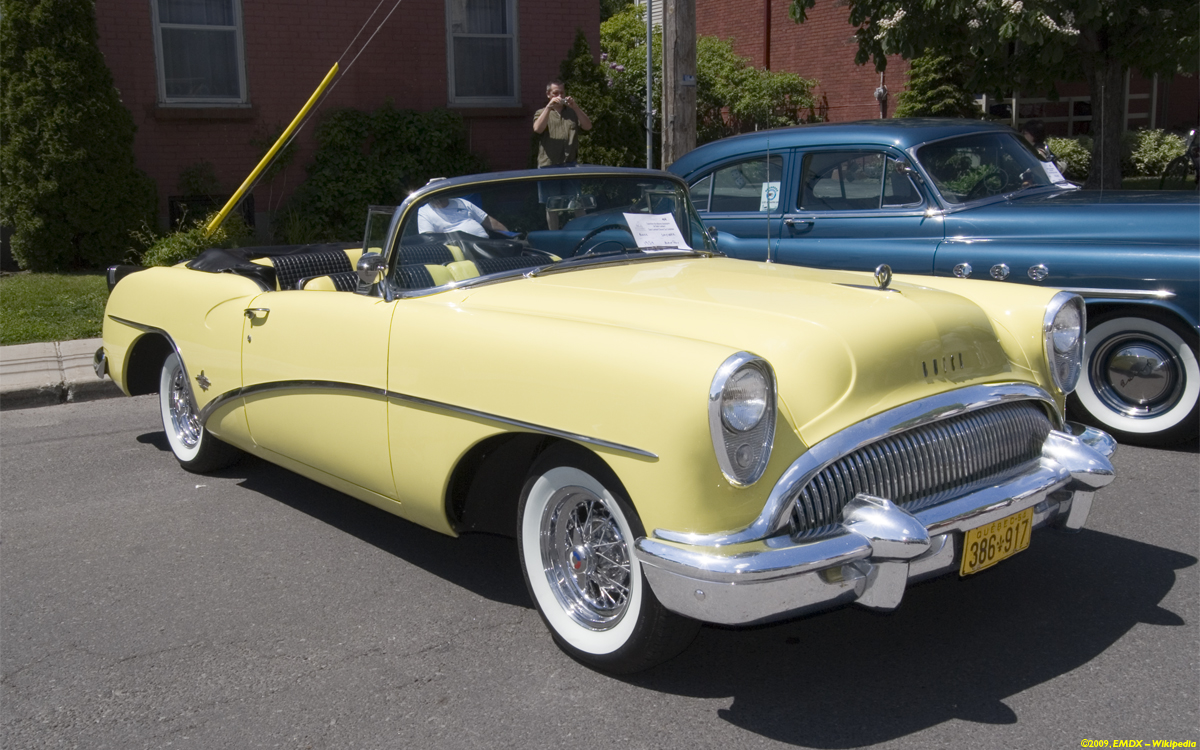
1954 Series 100 Cabriolet

## Skylark Serie 4300 (1961–1963)
Im Herbst 1960 stellte General Motors für das Modelljahr 1961 ein Trio neuer kompakten Wagen vor, die das gleiche Chassis, die gleichen Motoren und das gleiche Basisblech hatten: den Buick Special, den Pontiac Tempest und den Oldsmobile F-85. Das Styling des Special war stark vom neuen Corporate Look beeinflusst, den er mit den größeren LeSabre, Invicta und Electra teilte, die ebenfalls 1961 eingeführt wurden. Mitten im Modelljahr 1961 erschien ein zweitüriges Coupé als Sondermodell Skylark innerhalb der Serie 4300 des Special Deluxe. Sein V8-Motor mit 3523 cm³ Hubraum und 185 bhp (138 kW) bei 4800 min−1 war auch für die anderen Special-Deluxe-Modelle auf Wunsch zu erhalten.
1962 war die Skylark-Reihe wieder eine eigenständige Serie, die ein Hardtop-Coupé und ein Cabriolet umfasste. Das Coupé mit B-Säulen entfiel. Die Motorleistung stieg geringfügig auf 190 bhp (140 kW). Stilistisch gab es nur geringfügige Veränderungen.
1963 wurde die Karosserie des Special neu gestaltet und kleinere Änderungen im Innenraum vorgenommen, insbesondere am Armaturenbrett und am Kombiinstrument. Er zeigte sich mit einem kantigeren Styling und mit gewachsenen Dimensionen. Die Länge wuchs um fünf Zoll (130 mm) auf 193 Zoll (4900 mm). Der Special von 1963 war als zweitüriges Hardtop-Coupé mit Säule, als viertürige Limousine, als Cabriolet und als Kombi erhältlich. Die Motorleistung stieg auf 200 PS (147 kW).
Vom Skylark Coupé Special wurden im Jahre 1961 12.683 Exemplare gebaut, vom Skylark in den beiden Folgejahren 85.294 Fahrzeuge.

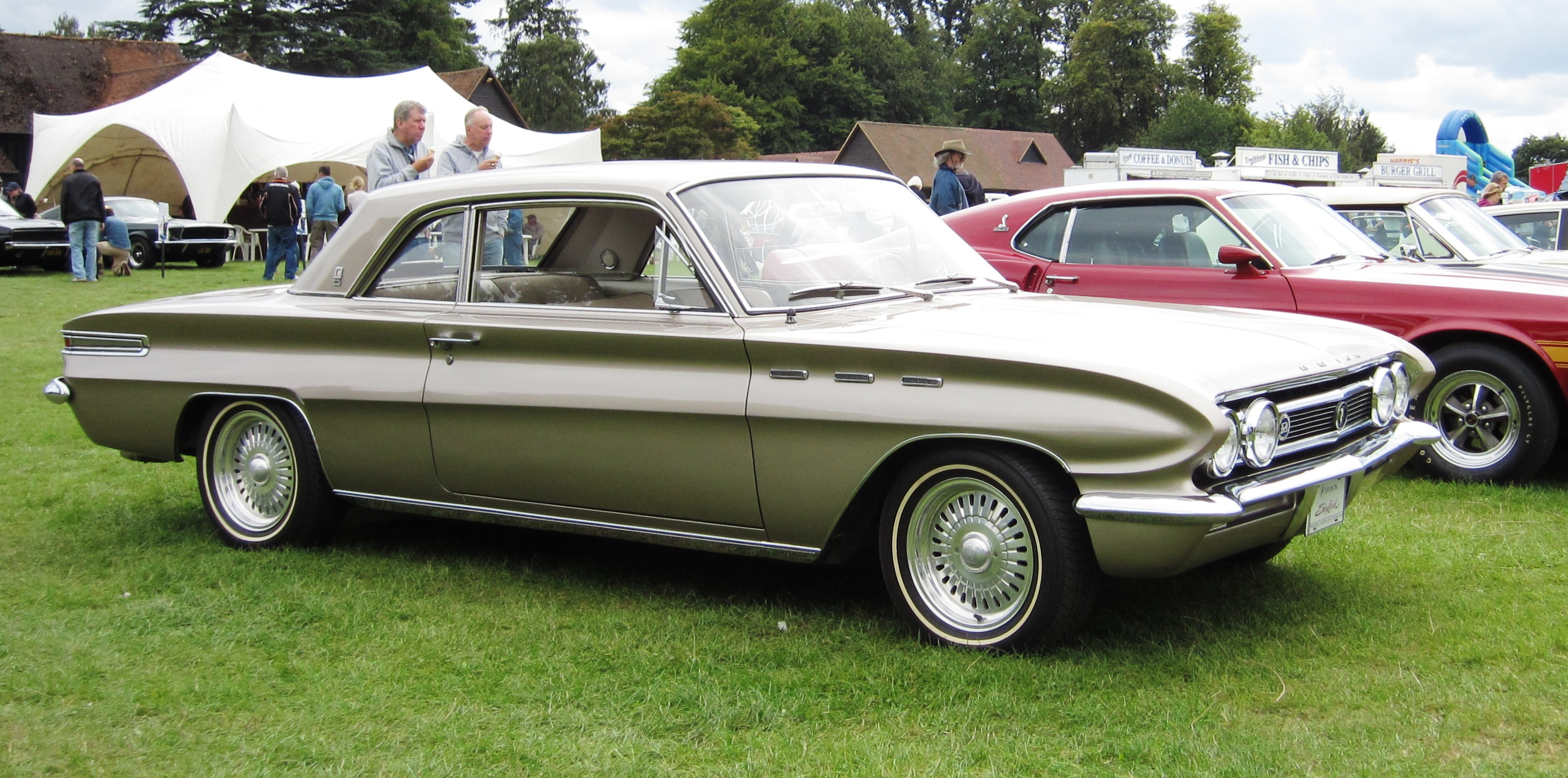
1961 Special Skylark
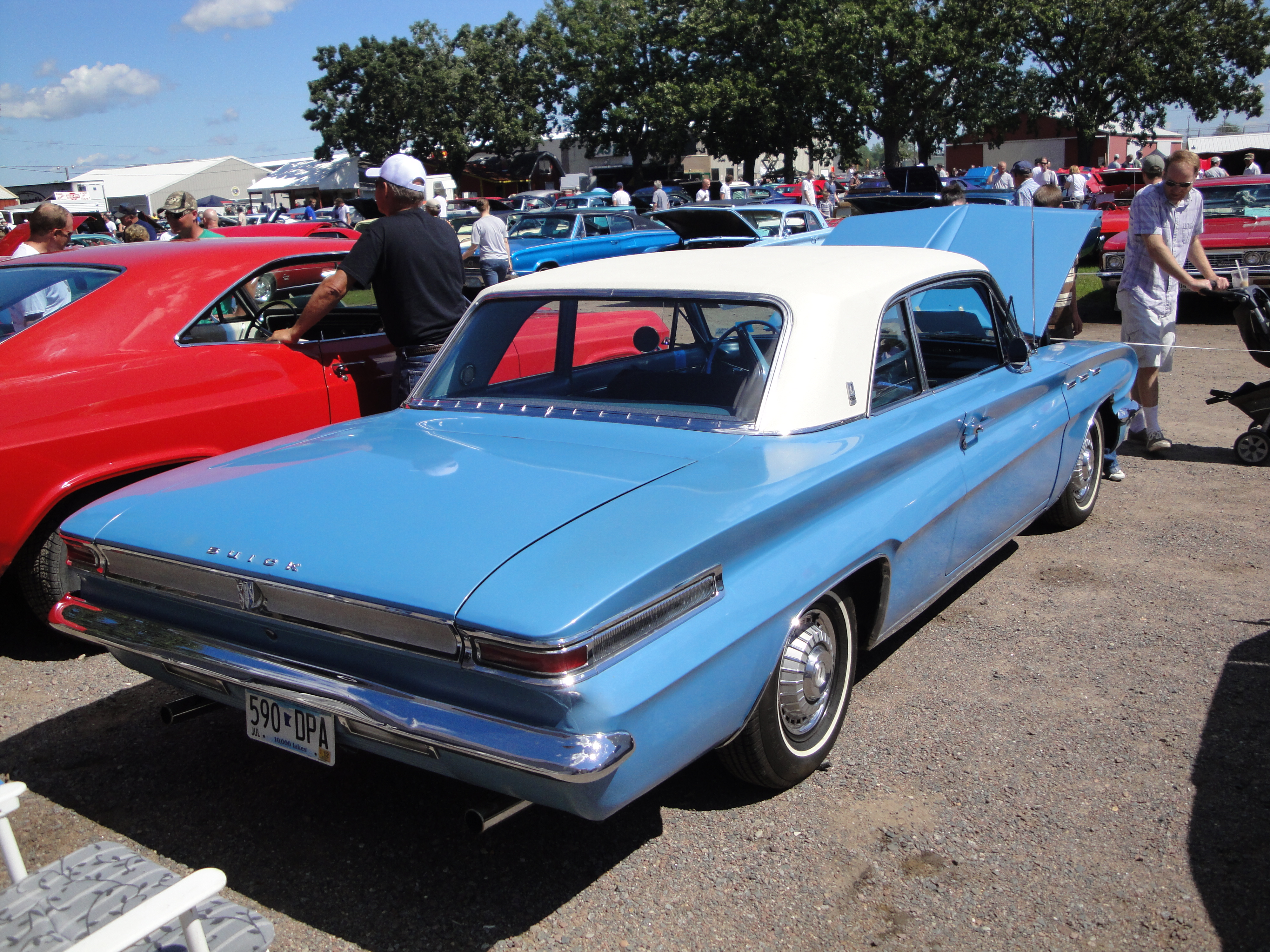
1961 Special Skylark
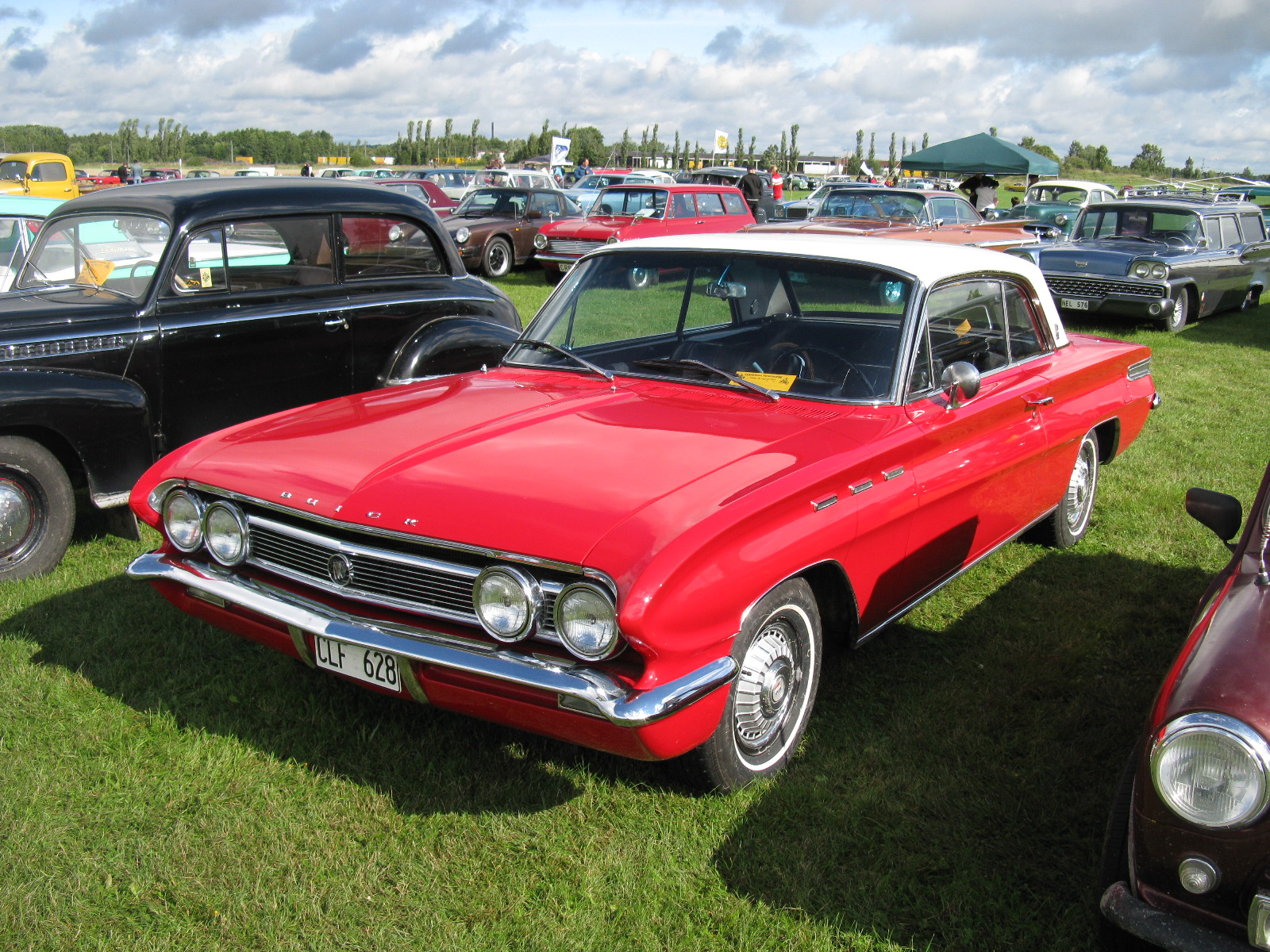
1962 Skylark Hardtop
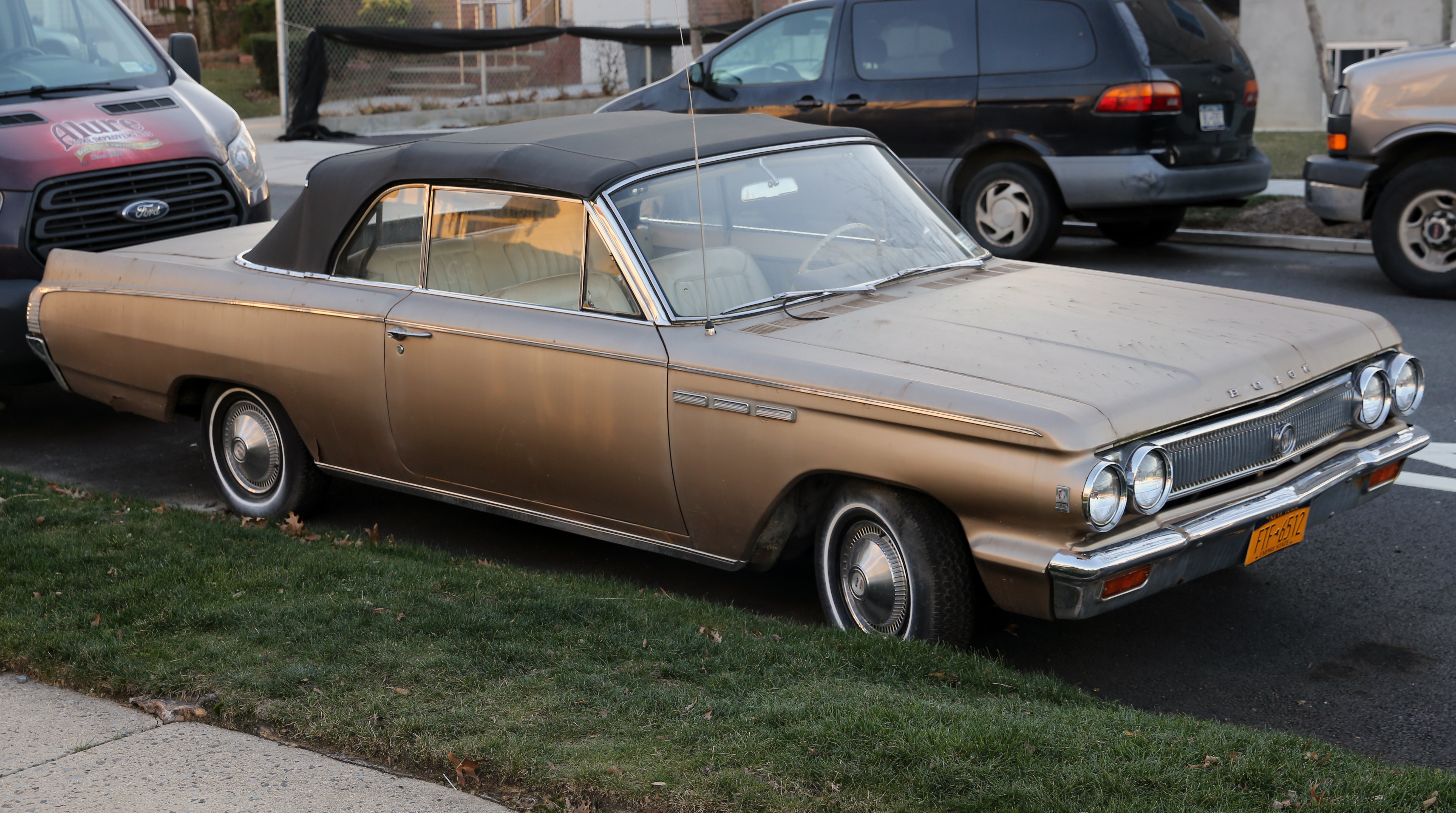
1963 Skylark Cabriolet
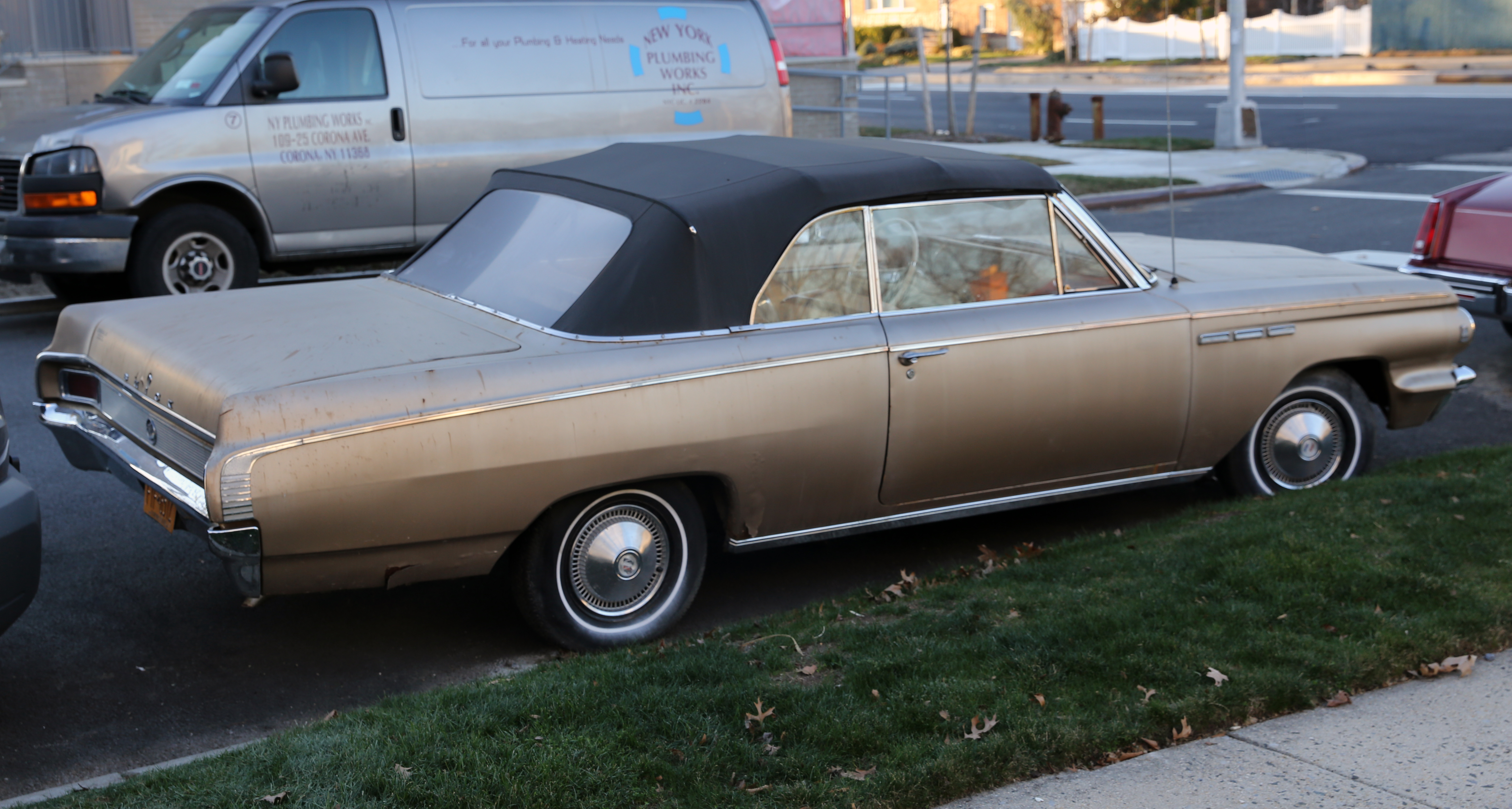
1963 Skylark Cabriolet

## Skylark (1964–1972)
1964 wurde der Radstand des Skylark auf 2921 mm vergrößert. Die als zweitüriges Coupé, zweitüriges Cabriolet und viertürige Limousine angebotenen Fahrzeugen hatten hinsichtlich ihres Stylings klarere Linien erhalten. Basismotorisierung war ein V6-Motor mit 3687 cm³ Hubraum und 155 PS (114 kW). Auf Wunsch gab es einen V8-Motor mit 4916 cm³ und 210 PS (154 kW). Im Folgejahr gab es nur einige kosmetische Veränderungen und zusätzlich wurde eine zweitürige Limousine angeboten.
1966 gab es stilistisch nur wenige Veränderungen. Die Limousine entfiel, stattdessen wurde eine viertürige Hardtop-Limousine eingeführt. Der V6-Motor leistete nun 160 PS (118 kW). Als zusätzliche Version wurde ein Gran Sport eingeführt. Die als Coupé und Cabriolet verfügbaren Fahrzeuge besaßen einen V8-Motor mit 6571 cm³ Hubraum und verfügten über eine Leistung von 325 PS (239 kW) bei 4400 min−1.
1967 war der V6 nur noch als zweitüriges Coupé erhältlich. Bei den V8-Modellen kamen ein zweitüriges Hardtop-Coupé und eine viertürige Limousine dazu. Neben dem 4,9 l-V8 gab es auf Wunsch auch einen V8-Motor mit 5571 cm³ und 220 PS (162 kW). Mit diesem Motor – verstärkt auf 260 PS (191 kW) – war auch der Gran Sport 340 verfügbar, der nur in einer Coupé-Version angeboten wurde. Darüber rangierte der Gran Sport 400 mit dem aus dem Vorjahr bekannten Motor, der nun 340 PS (250 kW) leistete.
1968 wurden die Gran-Sport-Modelle zu einer separaten Serie. Die Karosserien der übrigen Skylark-Modelle waren überarbeitet worden. Die Zweitürer verfügten über einen Radstand von nur noch 2.845 mm, beim Viertürer wuchs dieser auf 2946 mm.
Für den Skylark, der in diesem Jahr als zweitüriges Hardtop-Coupé und viertürige Limousine erhältlich war, gab es einen neuen Reihensechszylindermotor mit 4097 cm³ Hubraum und 155 PS (114 kW). Bei dem auf Wunsch verfügbaren V8-Motor war die Leistung auf 5735 cm³ und 230 PS (169 kW) gesteigert worden.
Das luxuriösere Modell war der Skylark Custom, der als viertürige Limousine, viertürige Hardtop-Limousine, zweitüriges Coupé und als zweitüriges Cabriolet erhältlich war. Bei diesen Modellversionen gehörte der V8-Motor zur Grundausstattung. Im Folgejahr änderte sich wenig am Modellangebot.
1970 wurde der Skylark überarbeitet. Die Linien wurden gestrafft, und die Radausschnitte waren deutlicher ausgeprägt. Die Reihensechszylinder-Motoren gab es für das zweitürige Coupé und die 4-türige Limousine, während bei den in ihrer Leistung auf 260 PS (191 kW) gesteigerten V8-Modellen – nun Skylark 350 genannt – neben der viertürigen Limousine ein zweitüriges Hardtop-Coupé erhältlich war. Den Skylark Custom gab es in all diesen Karosserieformen und zusätzlich als 4-türige Hardtop-Limousine.
Stärkstes Modell und für 1970 auf 678 Fahrzeuge limitiert war der bis 1972 angebotene Skylark GSX. Er unterschied sich nur wenig vom GS455. Der GSX wurde mit einem Drehzahlmesser auf der Motorhaube ausgerüstet, erhielt ein Rallye Lenkrad und Scheibenbremsen vorn. Als Getriebe fungierte ausschließlich eine 4-Gang manuelle Handschaltung mit Hurst-Schalthebel. Als Außenfarben waren „Saturn Gelb“ (491 Stück) und „Apollo Weiß“ (187 Stück) wählbar. Der Innenraum war mit schwarzem Vinyl bezogen. Standardmotor war der 315 PS starke 455 in3 V8 oder bei der Stage 1 Option mit 345 PS.
1971 wurde nur der Kühlergrill umgestaltet. Alle Motoren büßten an Leistung ein; der R6 brachte es nur noch auf 145 PS (107 kW), und der V8 leistete wieder 230 PS (169 kW). Den Skylark gab es nun wieder in den drei Karosserievarianten des Vorjahres als R6 und V8, während sich hinsichtlich der vier angebotenen Varianten des Skylark Custom nichts änderte.
1972 entfiel der Sechszylindermotor. Der vordere Stoßfänger fiel etwas wuchtiger, aus als im Vorjahr. Den deutlich leistungsreduzierten 5,7-Liter-V8-Motor gab es mit 150 PS (110 kW) oder 175 PS (129 kW). In Verbindung mit letzterem, firmierte der Wagen als Skylark 350. Den Skylark Custom gab es erstmals auch als fünftürigen Kombi, da die separate Kombiserie Sportwagon aufgegeben worden war.
Im Folgejahr wurde der Skylark nicht mehr angeboten. Innerhalb dieser neun Jahre entstanden 1.188.153 Exemplare.
Die Nachfolge trat der Buick Century an.

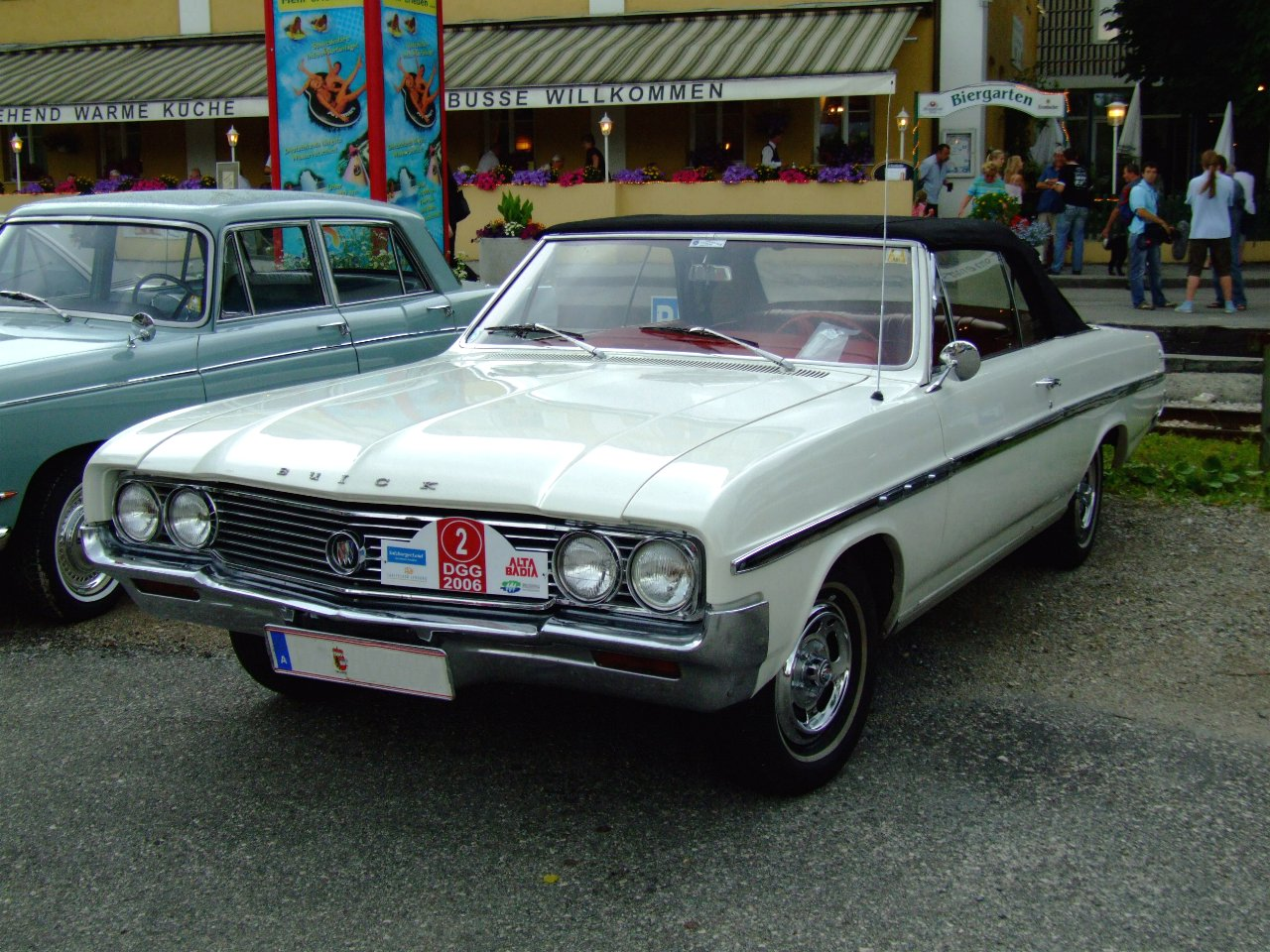
1964 Serie 4300 Cabriolet
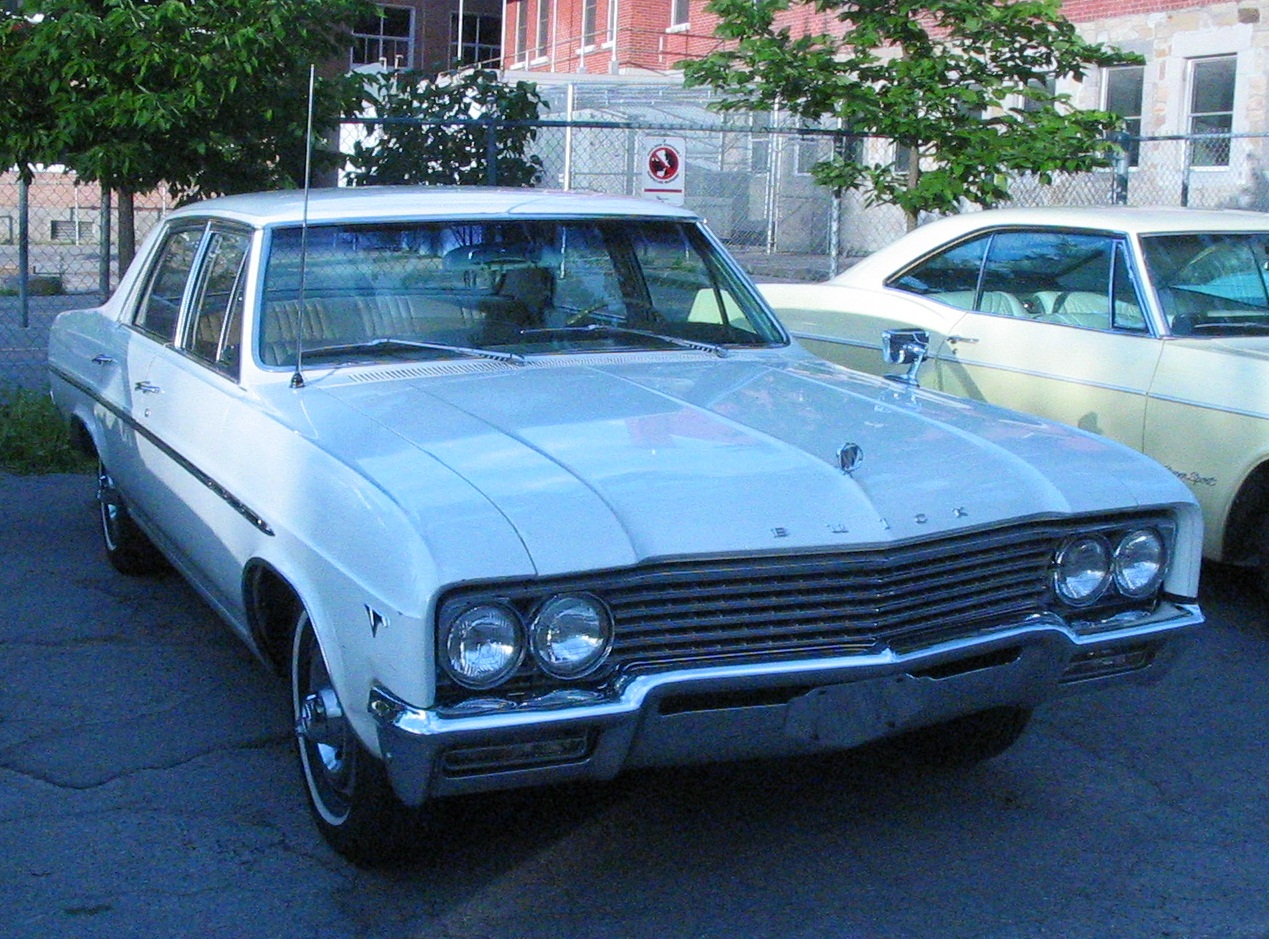
1965 Limousine
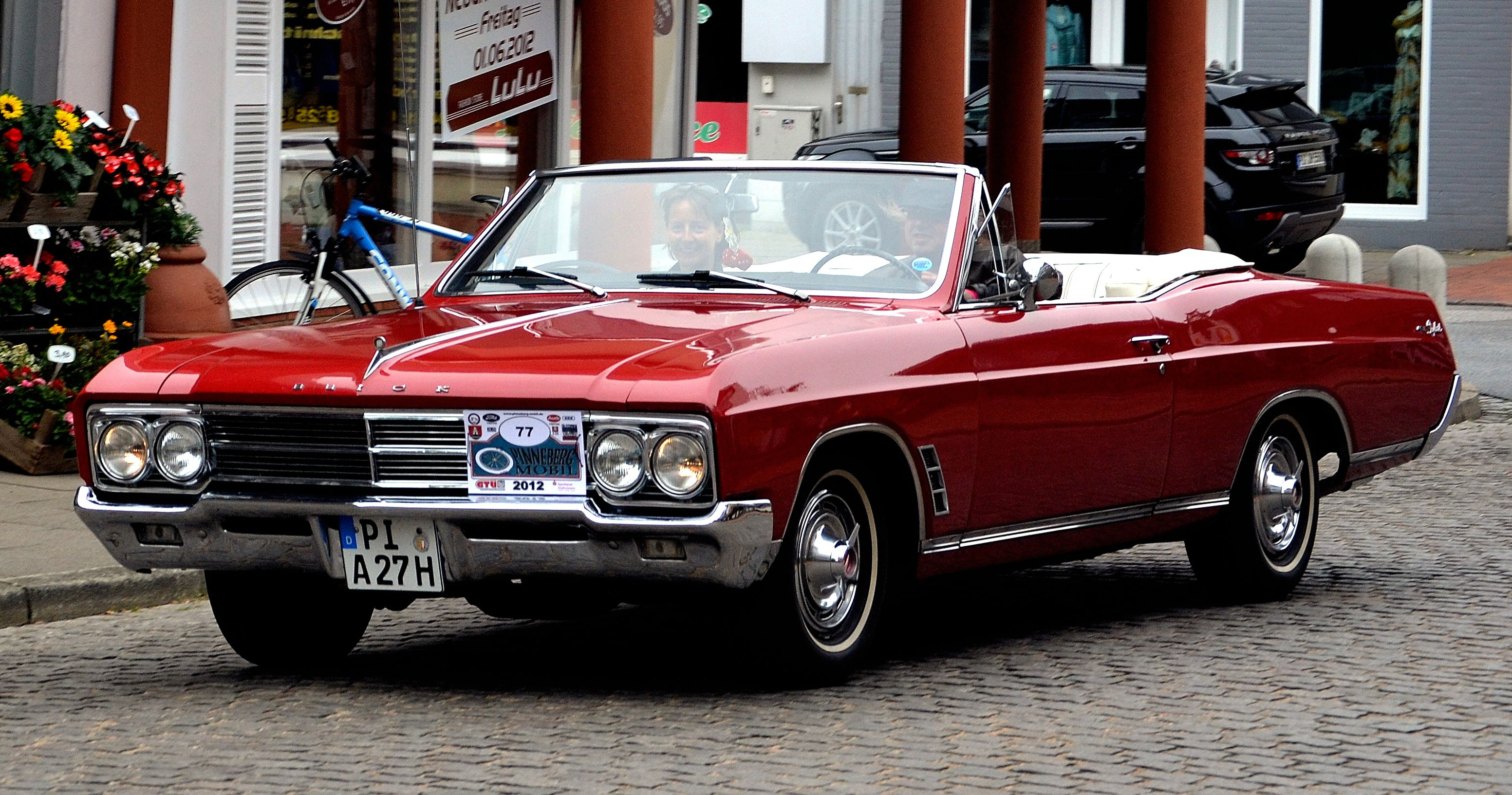
1966 Cabriolet
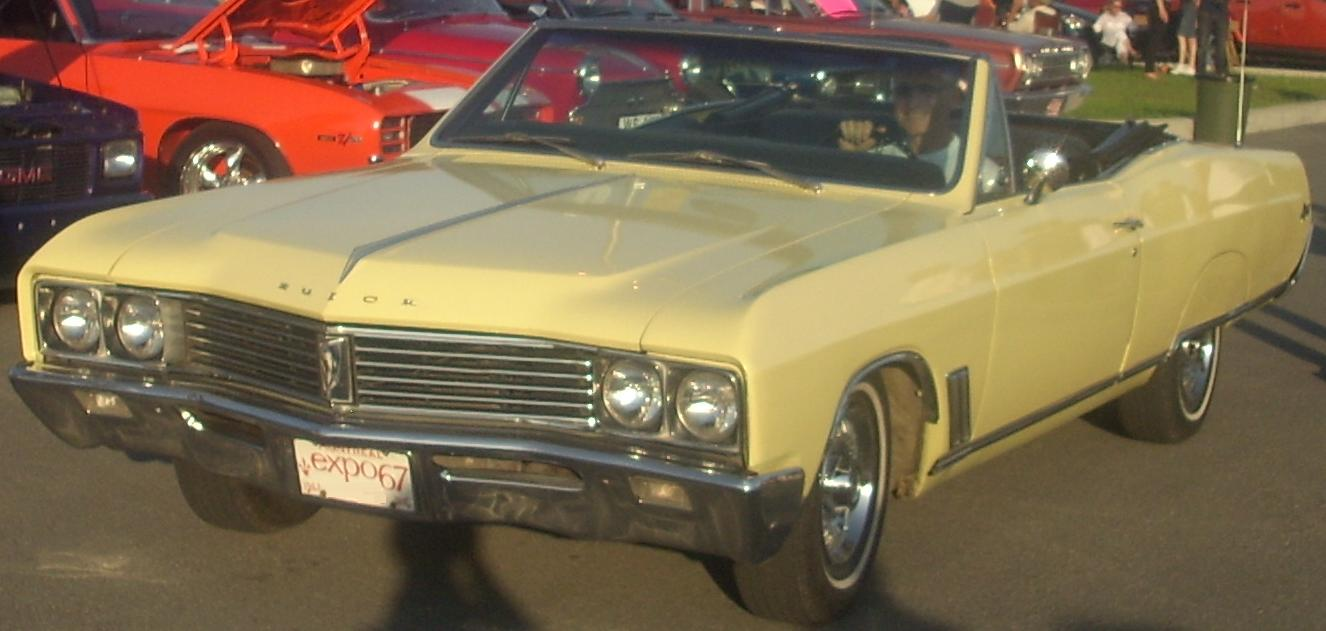
1967 Cabriolet
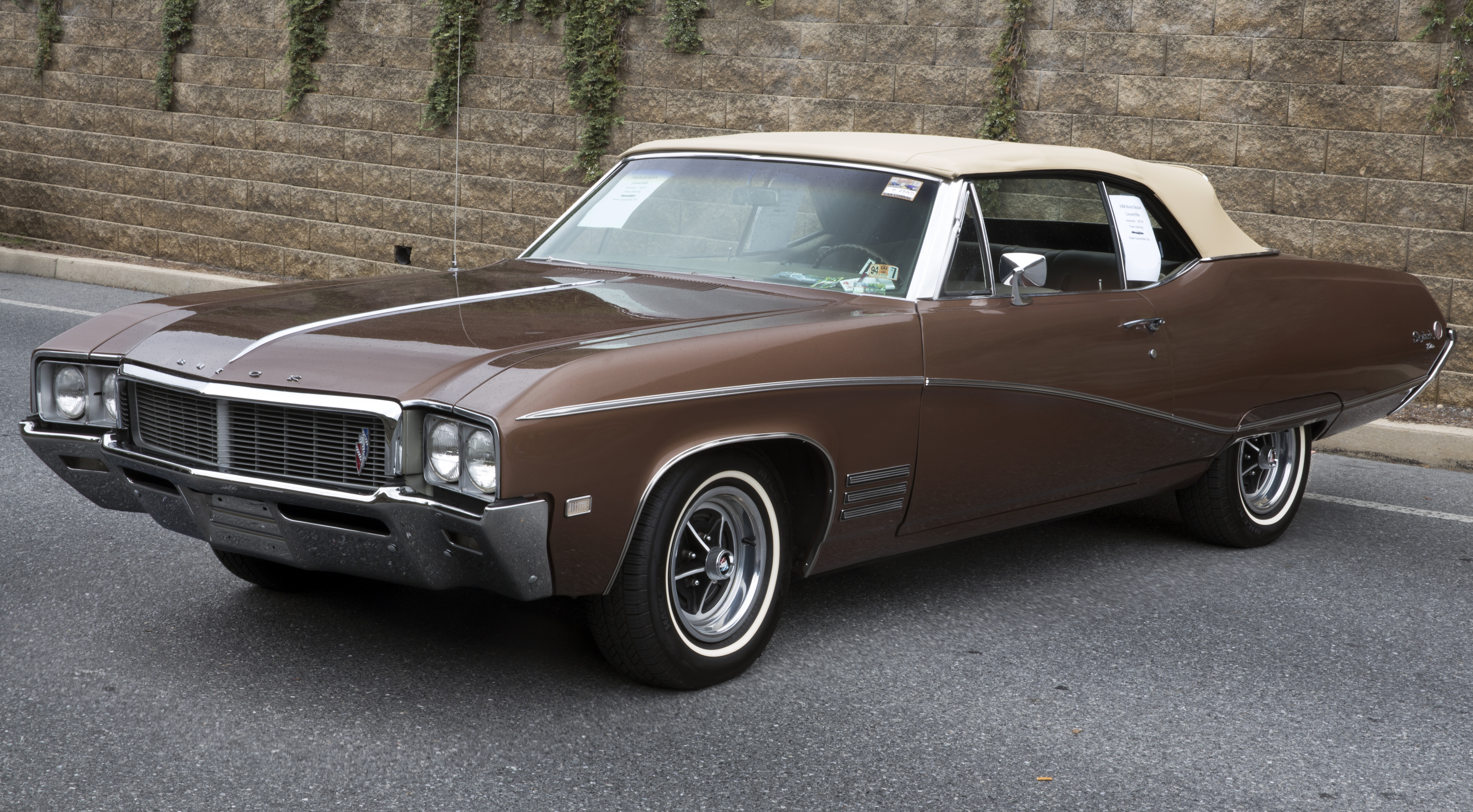
1968 Cabriolet
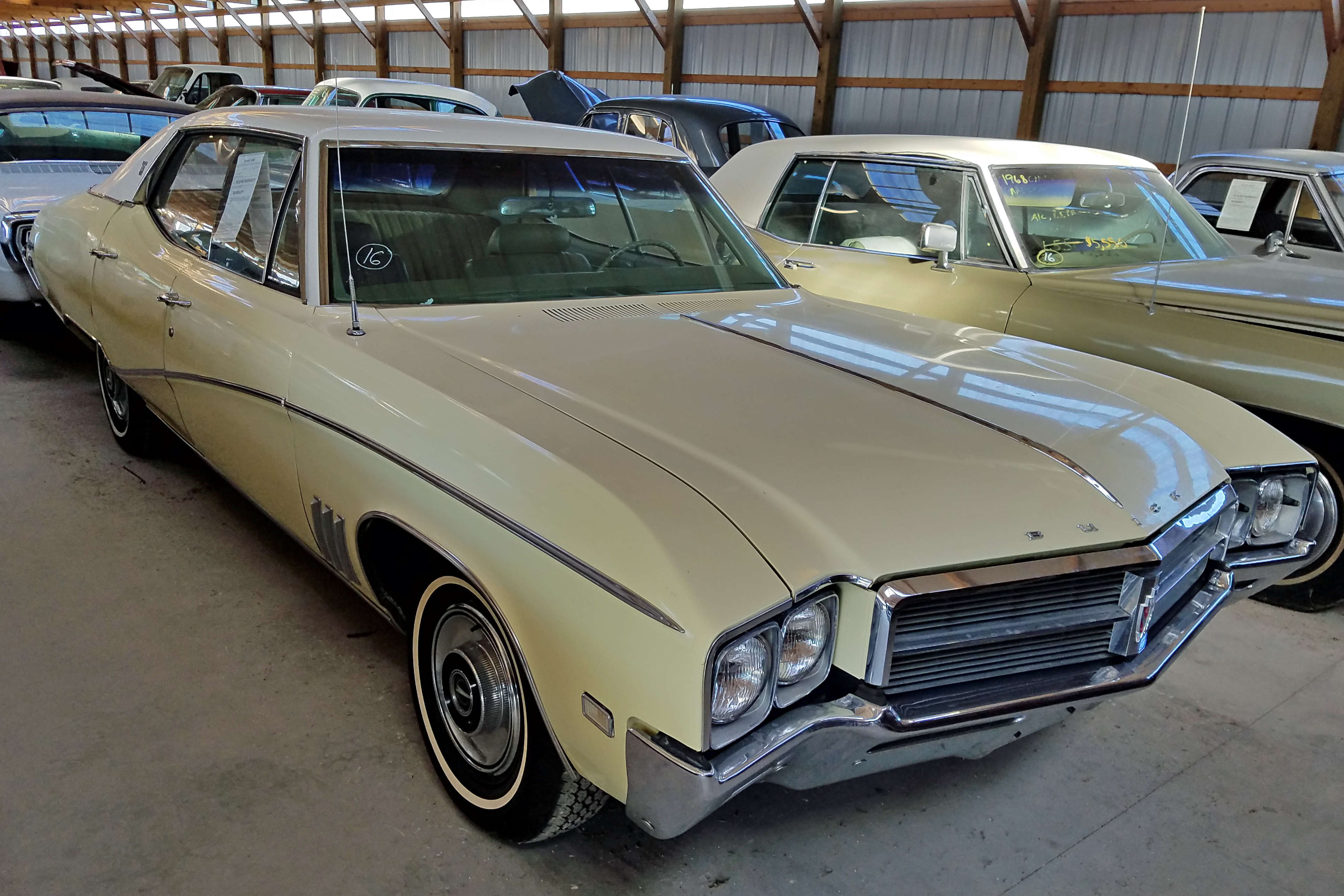
1969 Limousine
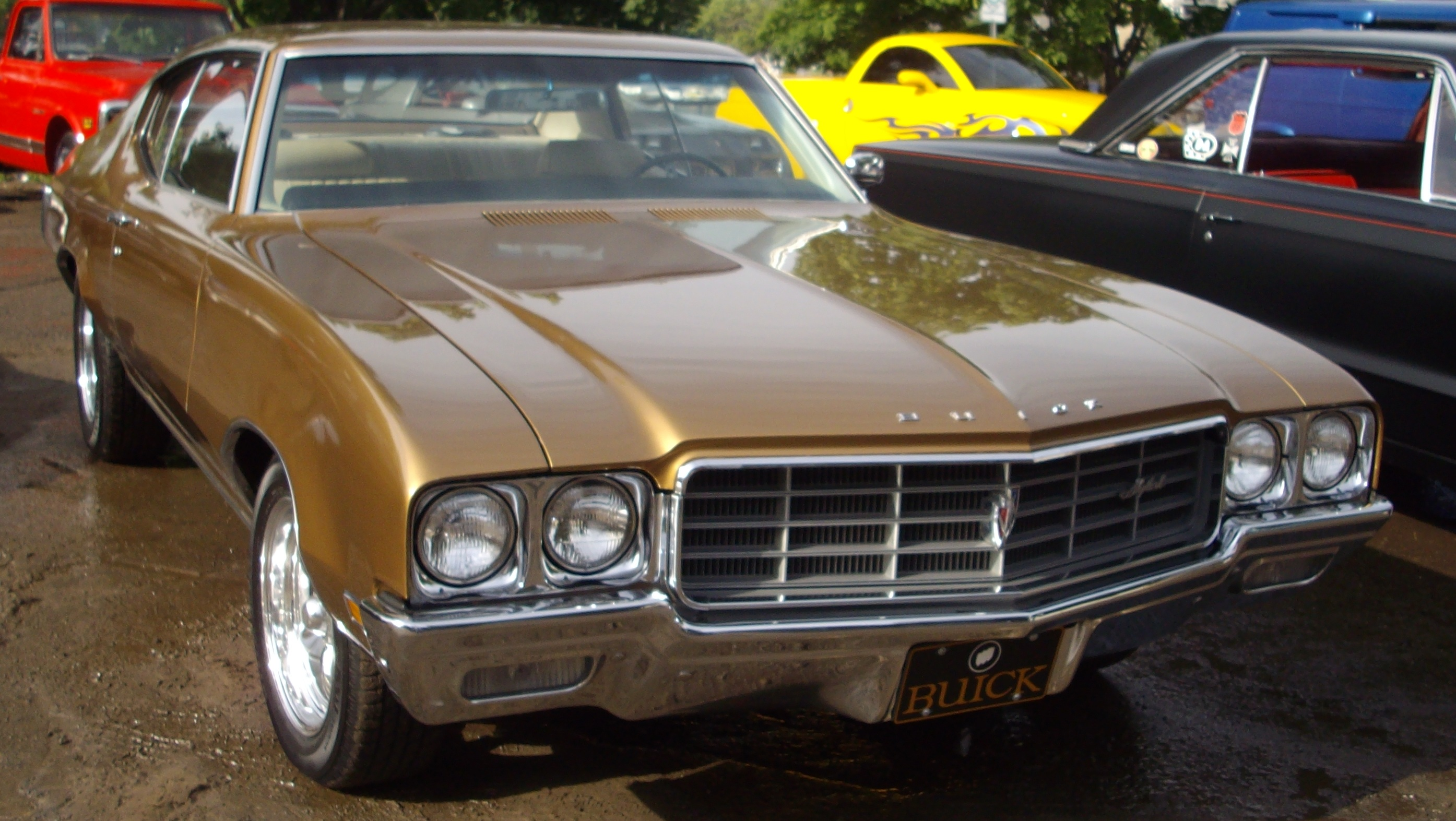
1970 Coupé
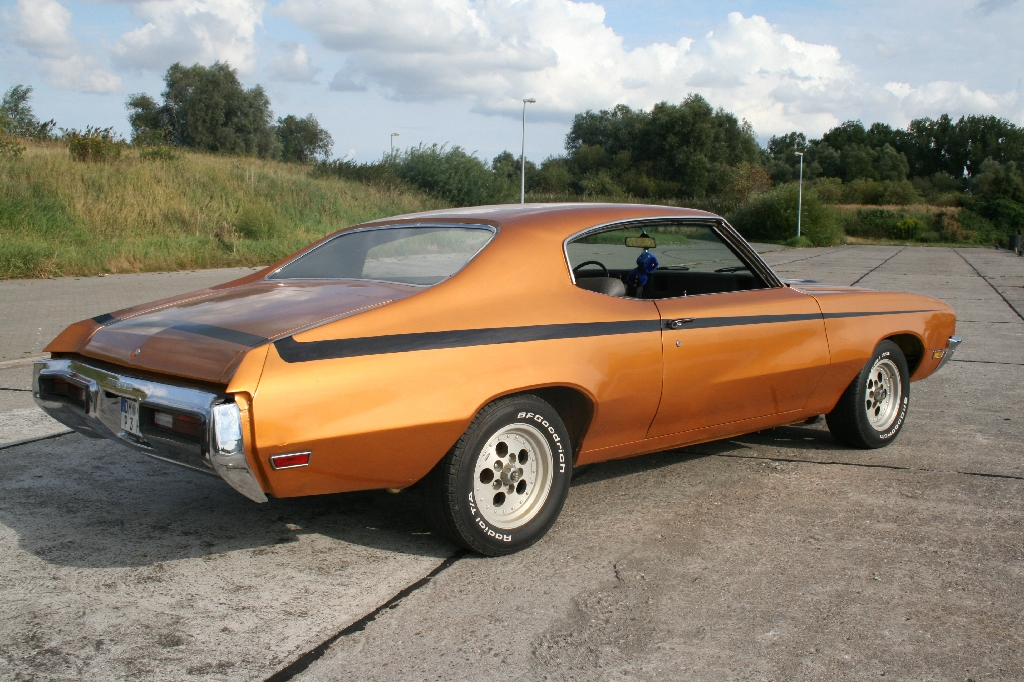
1972 Coupé

## Skylark (1975–1979)
1975 erschien ein neues Skylark-Modell, das auf der kleinen Apollo-Serie und damit auf der GM-X-Plattform beruhte.
In der einfachen Skylark S-Ausführung gab es nur ein zweitüriges Coupé, während bei der mittleren Skylark-Ausführung und der luxuriösen Skylark S/R-Serie ein zwei- sowie ein dreitüriges Kombicoupé im Angebot waren.
Motorisiert waren die Fahrzeuge mit einem V6 mit 3785 cm³ Hubraum und 110 PS (81 kW) bei 4000 min−1 oder einem gleich starken V8 mit 4261 cm³. Auf Wunsch gab es auch noch einen V8 mit 5735 cm³ und 140 PS (103 kW). In der Fahrzeugfront mit einem breiten Kühlergrill saßen einzelne, rechteckig eingerahmte, runde Hauptscheinwerfer und mit separat daneben angebrachten Blink- und Parkleuchten.
1976 wurde das Erscheinungsbild nur geringfügig verändert, aber es kam als zusätzliche Karosserievariante eine viertürige Limousine hinzu. Der V6-Motor büßte geringfügig Leistung ein und brachte es nun auf 105 PS (77 kW). Der kleine V8-Motor entfiel; stattdessen gab es auf Wunsch eine auf 155 PS (114 kW) erstarkte Variante des 5,7-Liter-V8.
1977 gab es einen neuen Kühlergrill im Mercedes-Stil mit feinen, vertikalen Chromstäben und eine überarbeitete Motorenauswahl: Neben dem bekannten V6-Motor standen vier V8-Motoren zur Auswahl: 4933 cm³ mit 135 PS (99 kW), 4998 cm³ mit 145 PS (107 kW), 5735 cm³ mit 155 PS (114 kW) und 5735 cm³ mit 170 PS (125 kW). Im Folgejahr gab es keine stilistischen Veränderungen; nur der 4,9-l-V8 entfiel. Der Skylark S/R wurde in Skylark Custom umbenannt.
1979 wurde die Fahrzeugfront überarbeitet: Der Kühlergrill war nun in vier Elemente unterteilt, und die Blink- und Parkleuchten umfassten die die Ecken der Karosserie. Der V6 leistete nun 115 PS (85 kW), der 5,0-Liter-V8 130 PS (96 kW) und der 5,7-Liter-V8 165 PS (121 kW).
In vier Jahren wurden 390.790 Buick Skylark hergestellt.

### Produktion im Iran
Von 1976 bis 1980 wurde der Skylark auch im Iran montiert. Es handelte sich hierbei um die oben beschriebene Modellgeneration aus den USA, versehen mit dem 5,7-Liter-V8-Motor und einer luxuriösen Ausstattung. Zur gleichen Zeit baute GM die Modelle Cadillac Civil und Chevrolet Nova ebenfalls dort, stellte aber jegliche Produktion im Dezember 1987 ein. Hersteller der iranischen GM-Modelle war das Unternehmen Iran General Motors.

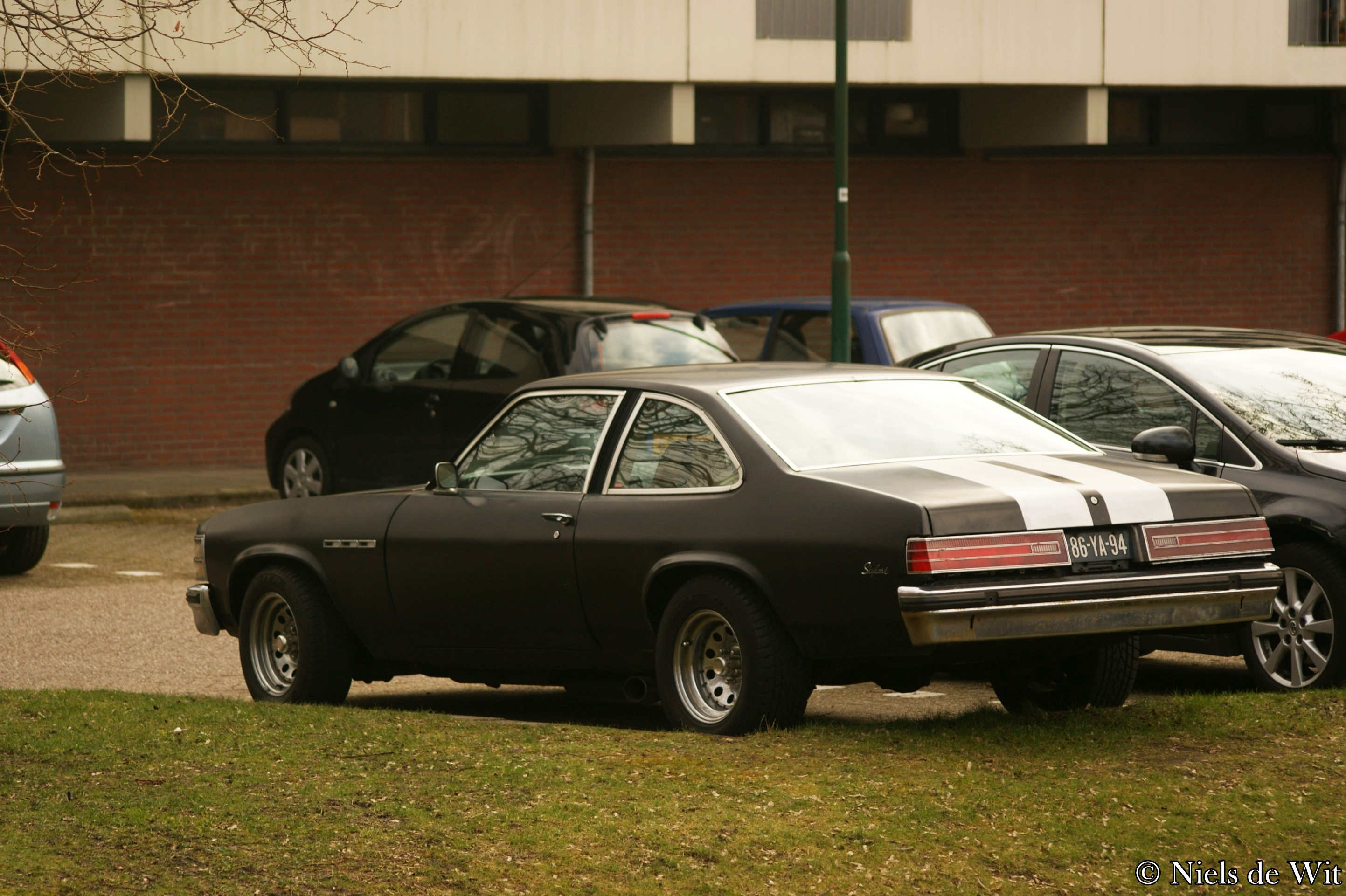
1975
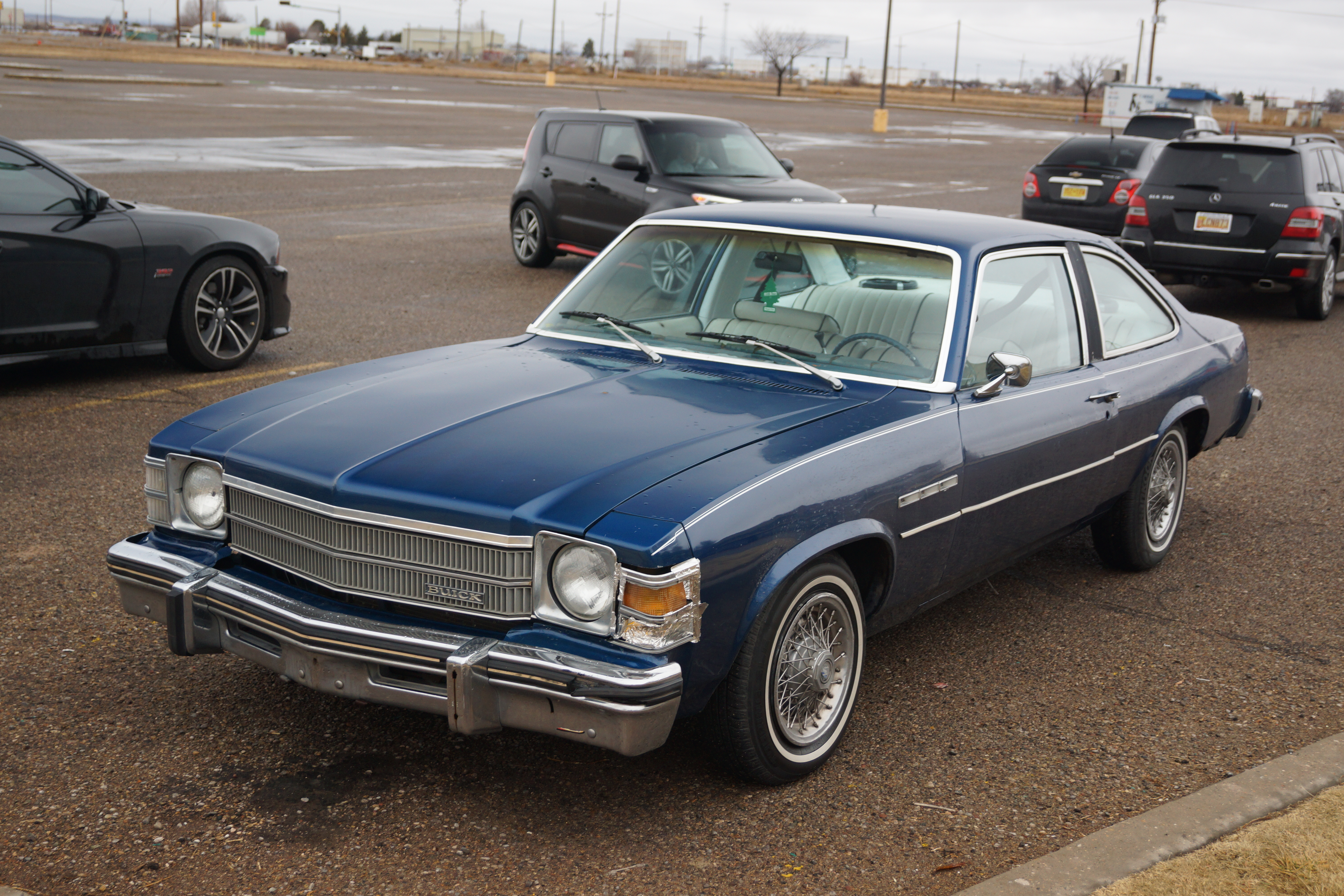
1976
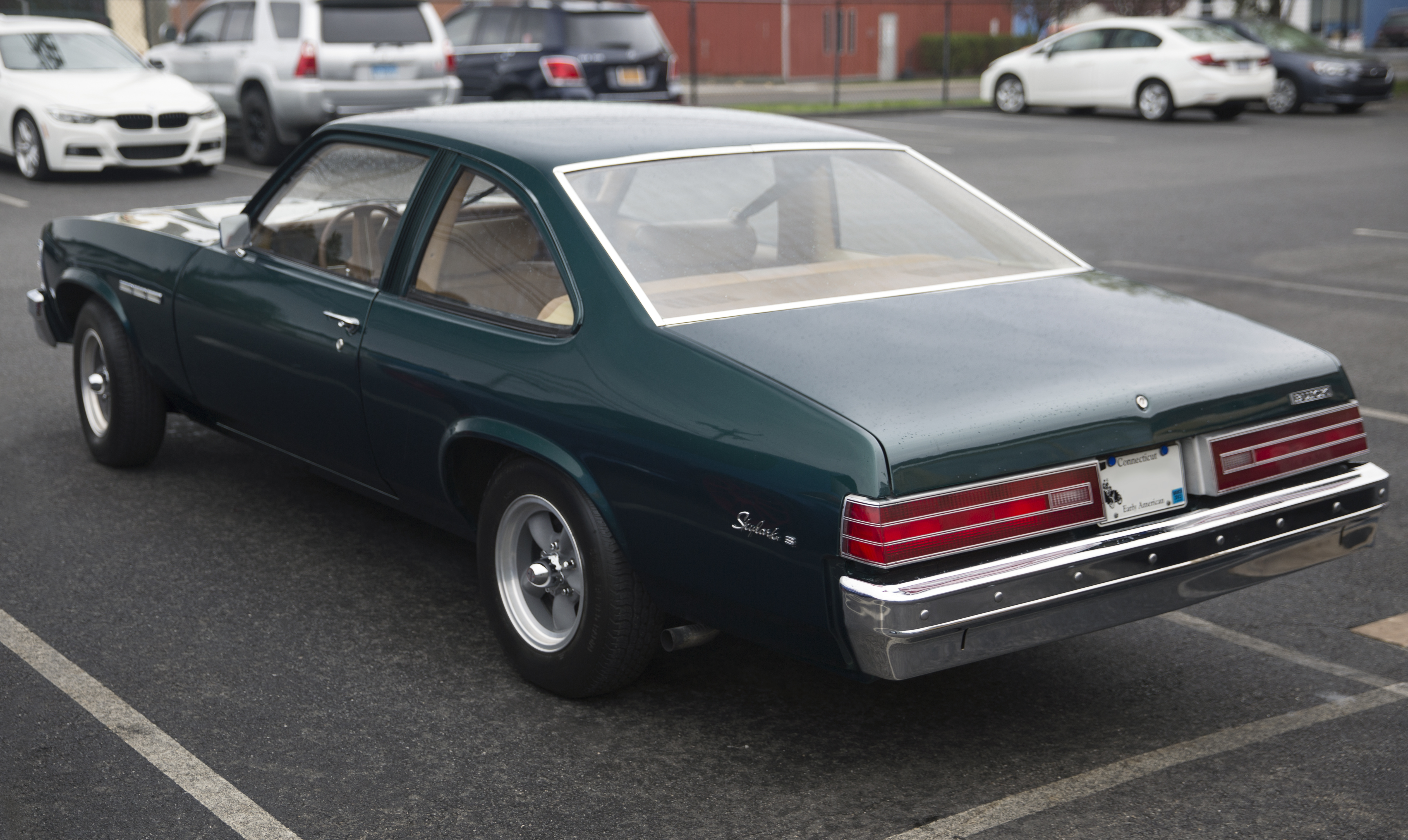
1977
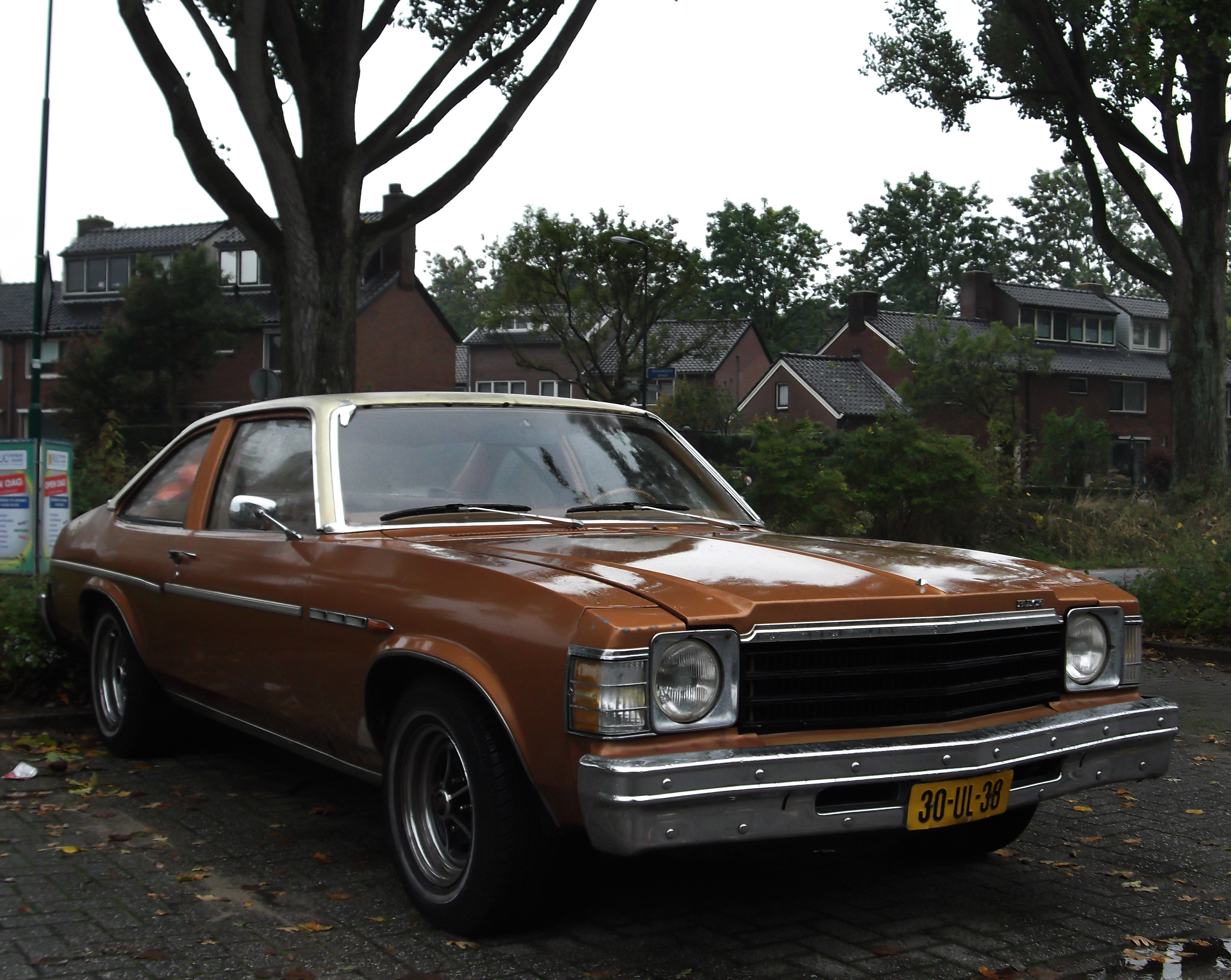
1978
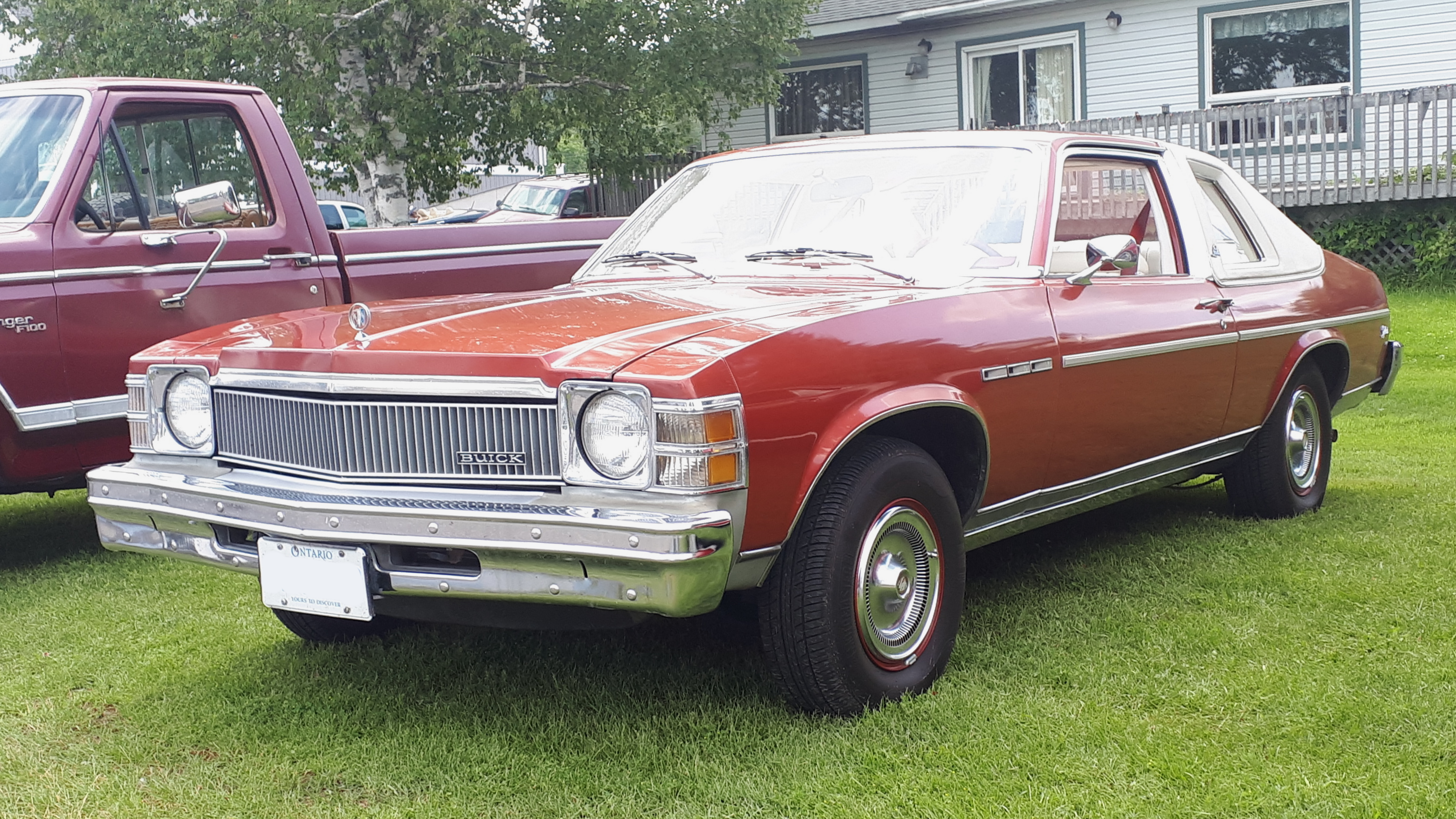
1979

## Skylark (1980–1985)
1980 erschien ein vollkommen neues Skylark-Modell mit Frontantrieb. Der Wagen waren hinsichtlich seiner Dimensionen wesentlich kleiner als die Vorgängermodelle. Es gab ihn als viertürige Limousine sowie als zweitüriges Coupé.
Das kantig geformte Fahrzeug verfügte über Sicherheitsstoßfänger vorne und hinten, einen in den USA beliebten an Mercedesmodelle angelehnten Kühlergrill mit horizontalen und vertikalen Stäben, eine kleine Kühlerfigur und rechteckig eingerahmte Frontscheinwerfer. Standardantrieb war ein Vierzylinderreihenmotor mit 2474 cm³ Hubraum und einer Leistung von 90 PS (66 kW). Auf Wunsch gab es auch einen V6-Motor mit 2835 cm³ und 115 PS (85 kW). Die Grundausstattung hieß einfach Skylark, die mittlere Skylark Limited und die umfangreichste und sportlichste Ausstattung Skylark Sport.
1981 erhielt der Skylark einen neuen Kühlergrill mit vertikalen Chromstäben sowie neue Rücklichter. Die Leistung beider Motoren sank geringfügig auf 84 PS (62 kW) bei der Vierzylinderversion und auf 110 PS (81 kW) beim Sechszylinder.
Einen neu geformten Kühlergrill mit einem Rahmen in Wagenfarbe und 2 × 3 horizontalen Einlässen gab es 1982. Die Motoren verfügten fast wieder über die frühere Leistung von 90 PS (66 kW) beim Vierzylinder und 112 PS (82 kW) beim Sechszylinder. Auf Wunsch war auch ein V6-Einspritzmotor mit 135 PS (99 kW) erhältlich.
1983 gab es weder technische noch stilistische Änderungen, aber das Standard-Modell wurde durch den Skylark Custom abgelöst, der Skylark Sport entfiel, und das Coupé gab es zusätzlich als Skylark T-Type mit einem schwarzen Kühlergrill, schwarzen Scheinwerferumrandungen und ebensolchen Türgriffen.
1984 erhielt der Skylark eine neue Frontpartie mit einem Kühlergrill mit einer schwarzen Gitternetzstruktur und rechteckigen Scheinwerfern mit innenliegenden Blinkern. Die Leistung des Vierzylindermotors erhöhte sich auf 92 PS (68 kW).
1985 wurde das Coupé nicht mehr angeboten. Die Limousine erhielt einen Kühlergrill mit vertikalen Chromleisten, die bis zu den Stoßfänger reichten. Der Einspritzmotor leistete nur noch 125 PS (92 kW).
In diesen sechs Jahren wurden 981.537 Exemplare des Skylark gebaut.
Der Skylark war, wie seine Schwestermodelle Chevrolet Citation, Pontiac Phoenix und Oldsmobile Omega bei deutschen Opel/GM-Händlern erhältlich.

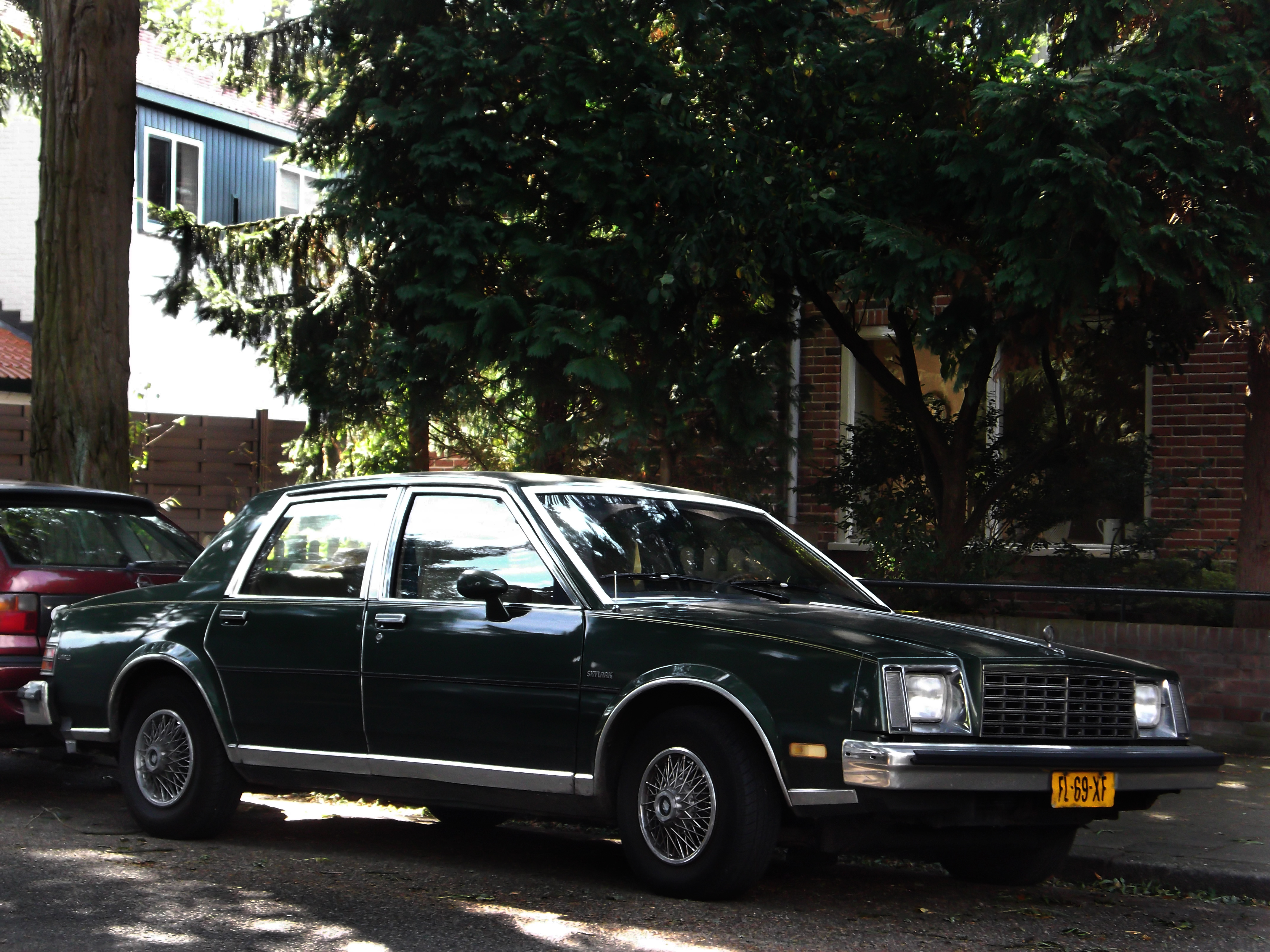
1980 Limousine
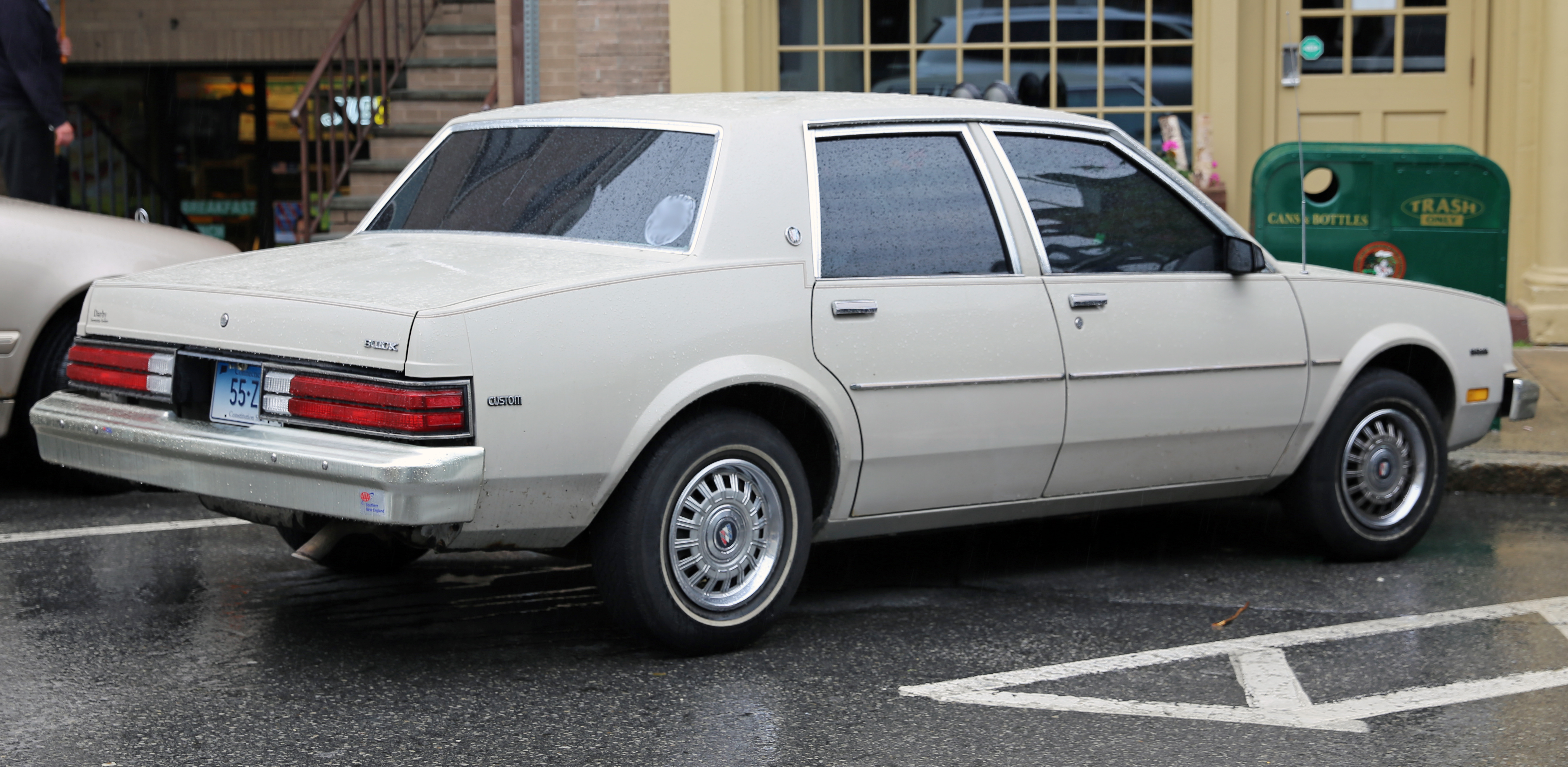
1983 Limousine

## Skylark (1986–1991)
1986 kam eine komplett neue Skylark-Modellreihe heraus, deren Chassis wie das des Somerset auf der GM-N-Plattform baute. Dementsprechend gab es zunächst nur eine viertürige Limousine mit einem nochmals verringerten Radstand. Die Karosserieformen waren nun weicher gestaltet worden, und die rechteckigen Doppelscheinwerfer flankierten einen mittig geteilten Kühlergrill mit vertikalen Chromstäben.
Der aus dem Vorgänger bekannte Vierzylindermotor mit 92 PS (ca. 68 kW) fand weiterhin Verwendung. Ein neuer V6 verfügte über einen Hubraum von 2966 cm³ und leistete, wie seiner kleinerer Vorgänger, 125 PS (92 kW). Wie vordem, gab es die beiden Ausstattungsvarianten Custom und Limited. Im Folgejahr gab es keinerlei Änderungen.
1988 kam als zweite Karosserievariante wieder ein zweitüriges Coupé dazu, das einen nur geringfügig anderen Kühlergrill als die Limousine besaß. Der 2,5-Liter-R4 verfügte über eine gesteigerte Leistung von 135 PS (99 kW) zu, auf Wunsch gab es auch einen etwas kleineren Vierzylinder mit 2261 cm³ Hubraum, zwei obenliegenden Nockenwellen (DOHC) und einer Leistung von 150 PS (110 kW). Auch ein V6-Motor mit 3342 cm³ Hubraum war neu und leistete 160 PS (118 kW). Im Folgejahr gab es wiederum nur wenige Änderungen, lediglich die Leistung des 2,5-Liter-R4 sank auf 110 PS (81 kW).
1990 kam es wieder zu einer Überarbeitung der Baureihe. Ein neuer Kühlergrill und ein durchgehendes Leuchtenband am Fahrzeugheck gehörten dazu. Als Grundausstattung gab es wieder den Skylark (ohne Zusatzbezeichnung). Die Unterserie Limited wurde zugunsten des Skylark Gran Sport (Coupé), bzw. des Skylark Luxury Edition (Limousine) aufgegeben. Nur technische Änderungen gab es 1991: beim DOHC-Vierzylinder wurde die Leistung auf 160 PS (118 kW) gesteigert.
Innerhalb von fünf Jahren entstanden 373.626 Skylark.

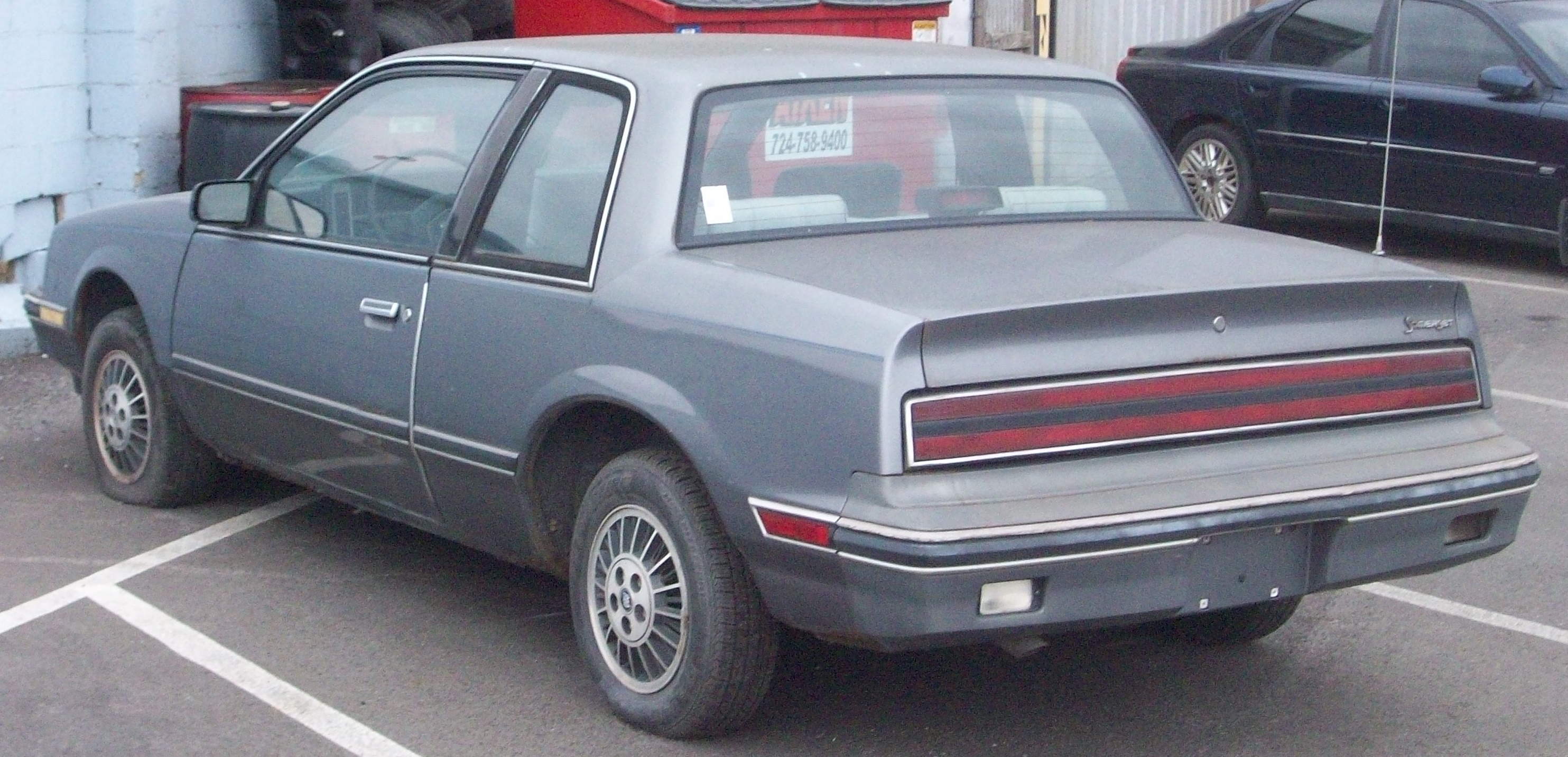
1985 bis 1987 Coupé
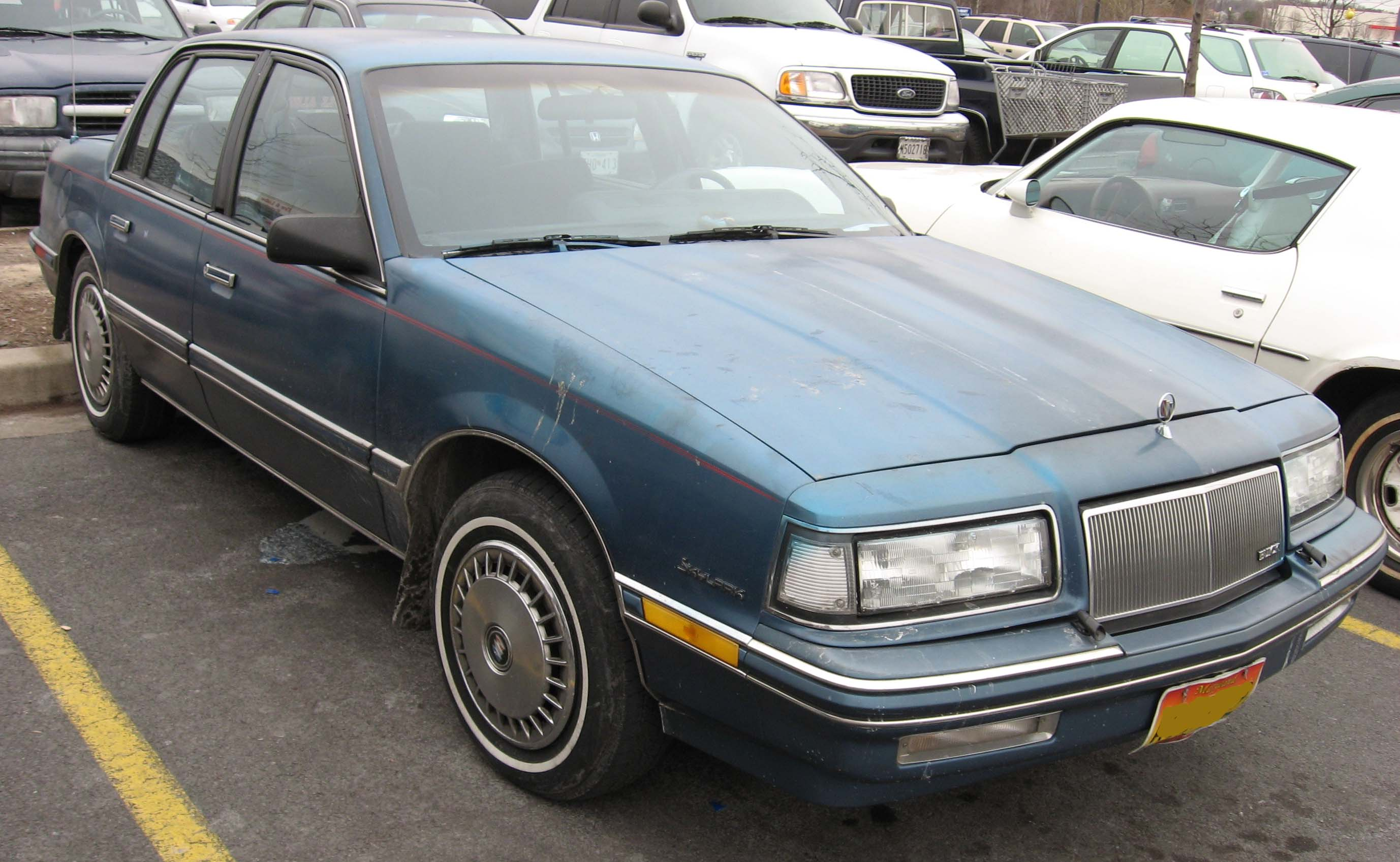
1986 bis 1991 Limousine

## Skylark (1992–1997)
Dunkle Kunststoffstoßfänger und ein um die Fahrzeugecken herumgeführtes Leuchtenband vorne und hinten kennzeichneten den neuen Skylark, der ab Anfang 1992 lieferbar war.
Basismotorisierung war ein Vierzylinder-OHC-Motor mit 2,3 Liter Hubraum und nur noch 120 PS (88 kW). Darüber rangierte der bekannte V6 mit 160 nhp (118 kW). Die Grundversion hieß schlicht Skylark, die besser ausgestatteten Fahrzeuge trugen die Bezeichnung Skylark Gran Sport – jeweils als viertürige Limousine und als zweitüriges Coupé.
1993 gab es nur wenige Änderungen. Der Vierzylinder erreichte nur noch 115 PS (85 kW). Anstatt der einfachen Skylark-Version gab es nun wieder einen Skylark Custom als Basismodell und einen Skylark Limited in der mittleren Version. Das verstellbare Fahrwerk („Adjustable Ride Control“) entfiel beim Gran Sport als optionale Ausstattung.
1994 gab es einen neuen V6-Motor, der bei nur noch 3130 cm³ Hubraum die gleiche Leistung erbrachte wie der Vorgänger. Die Limited-Version gab es nur noch für die Limousine.
1995 wurde innerhalb der Limited-Baureihe wieder ein Coupé eingeführt, und der Vierzylindermotor erhielt wieder zwei obenliegende Nockenwellen, was ihm zu 150 PS (110 kW) Leistung verhalf.
1996 wurde das Styling erneut überarbeitet. Der Skylark erhielt ein neues Armaturenbrett und einen neuen Kühlergrill, dessen obere Hälfte mit einer in Wagenfarbe lackierten Blende verkleidet war. Der Hubraum des Vierzylinders wurde bei gleichbleibender Leistung auf 2393 cm³ vergrößert.
Im letzten Produktionsjahr erhielt der Skylark erneut einen neuen Kühlergrill mit feinen vertikalen Chromstäben. In technischer Hinsicht blieb die Modellreihe 1997 unverändert.
1998 übernahm der Century die Rolle als Einstiegsmodell bei Buick. In diesen letzten sechs Jahren wurden 321.698 Exemplare des Skylark produziert. Die Produktionsstätte in Lansing wurde danach für den Bau des Chevrolet Malibu eingerichtet.

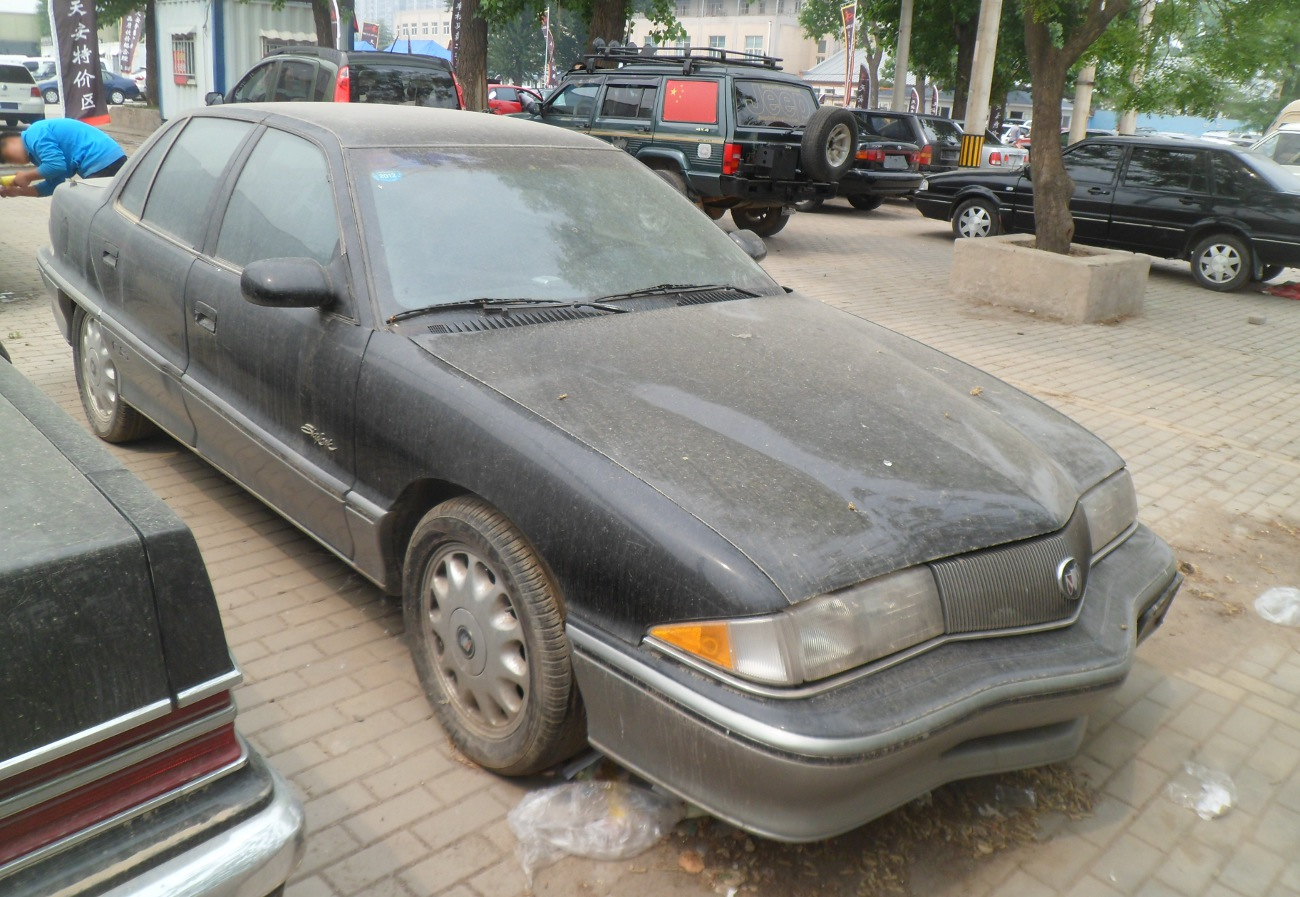
Limousine (1992–1996)
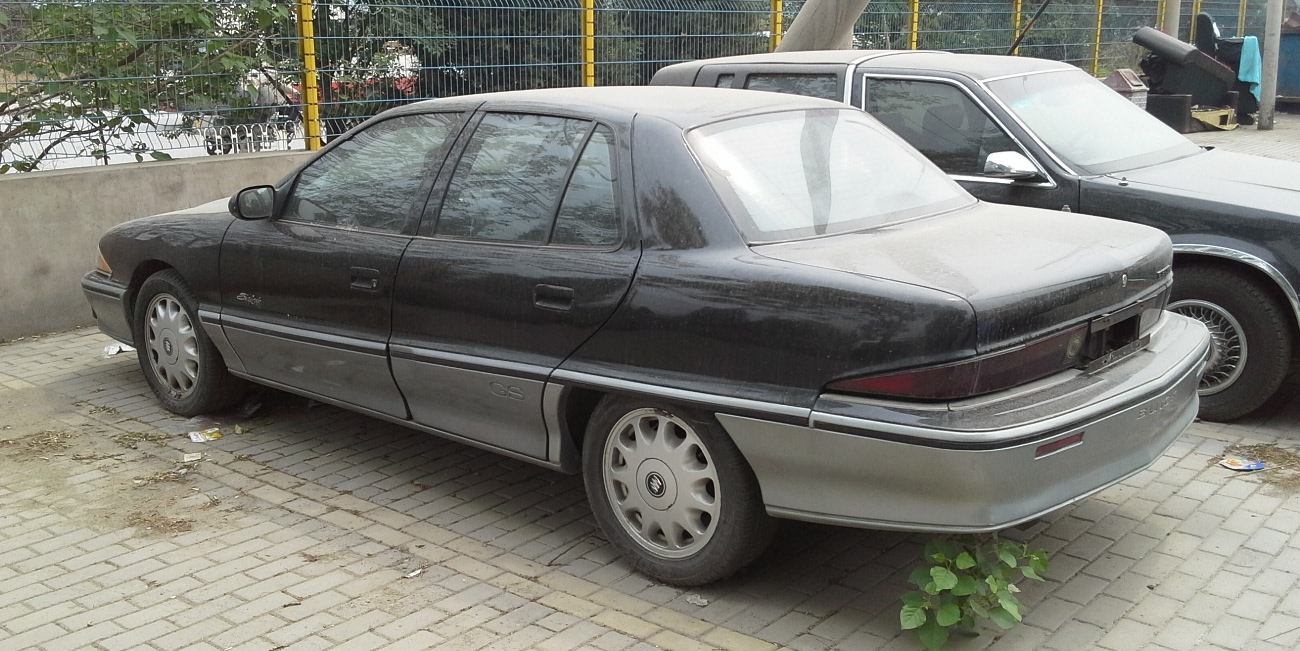
Heckansicht
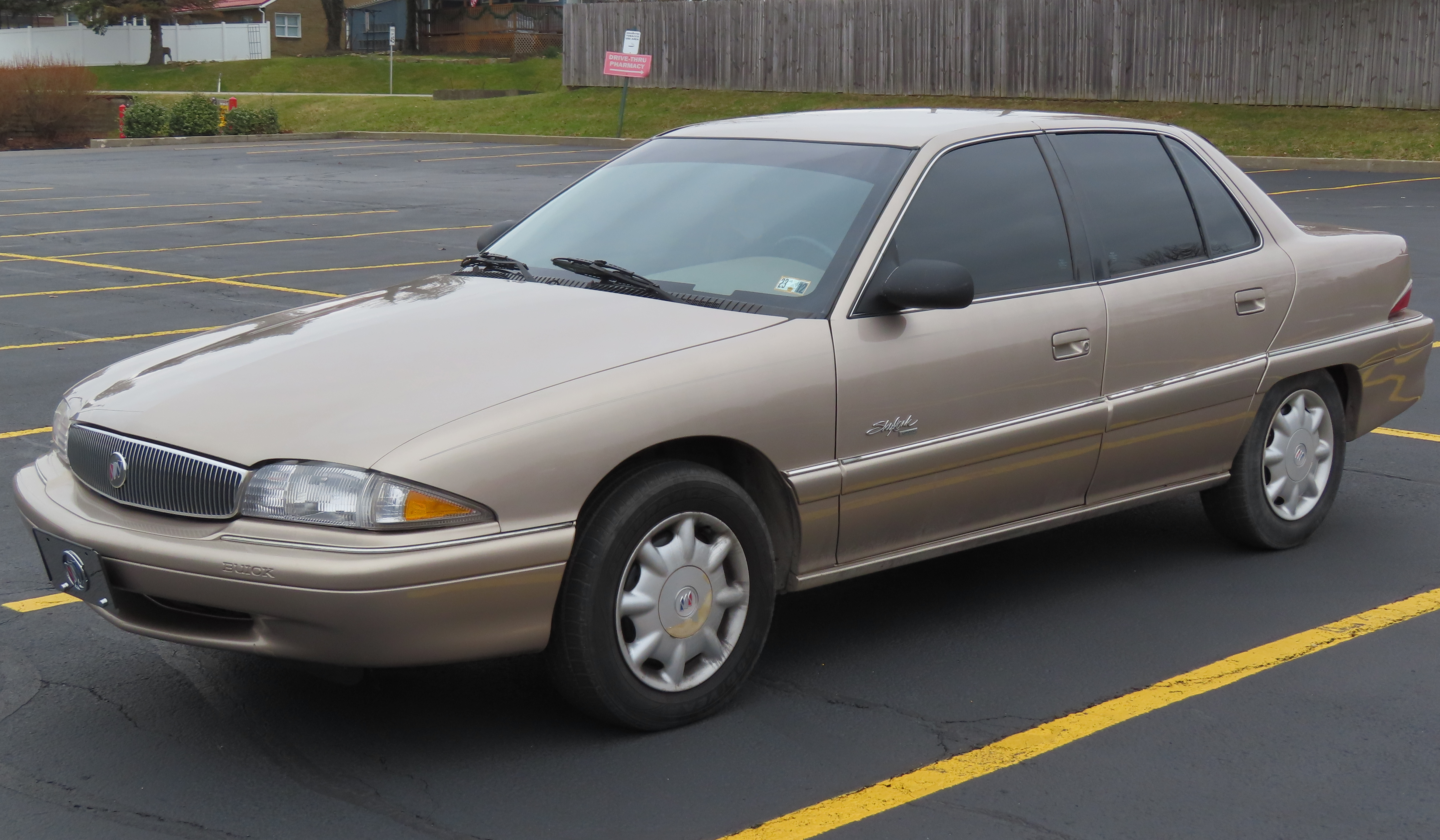
Limousine (1996–1997)
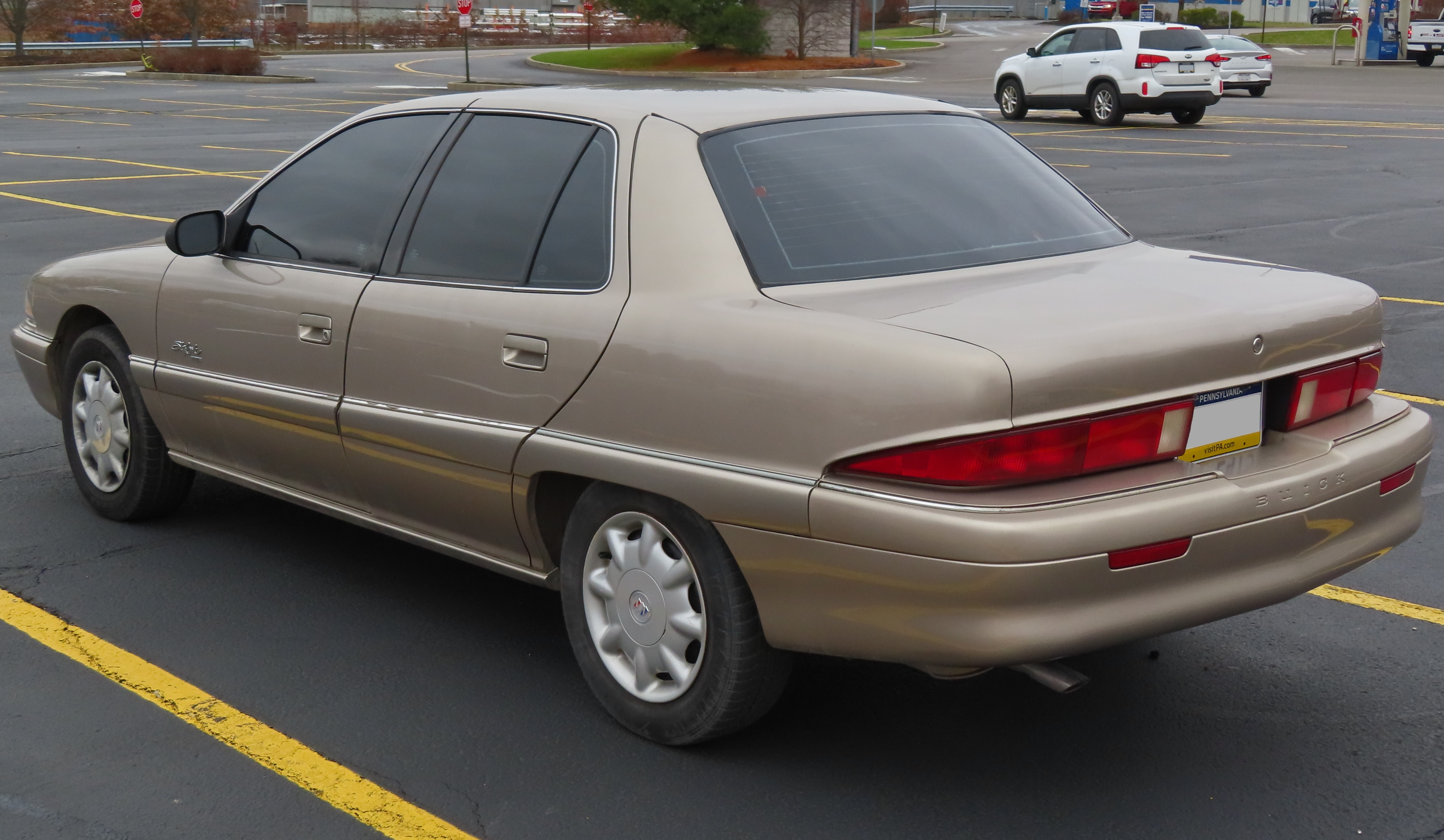
Heckansicht
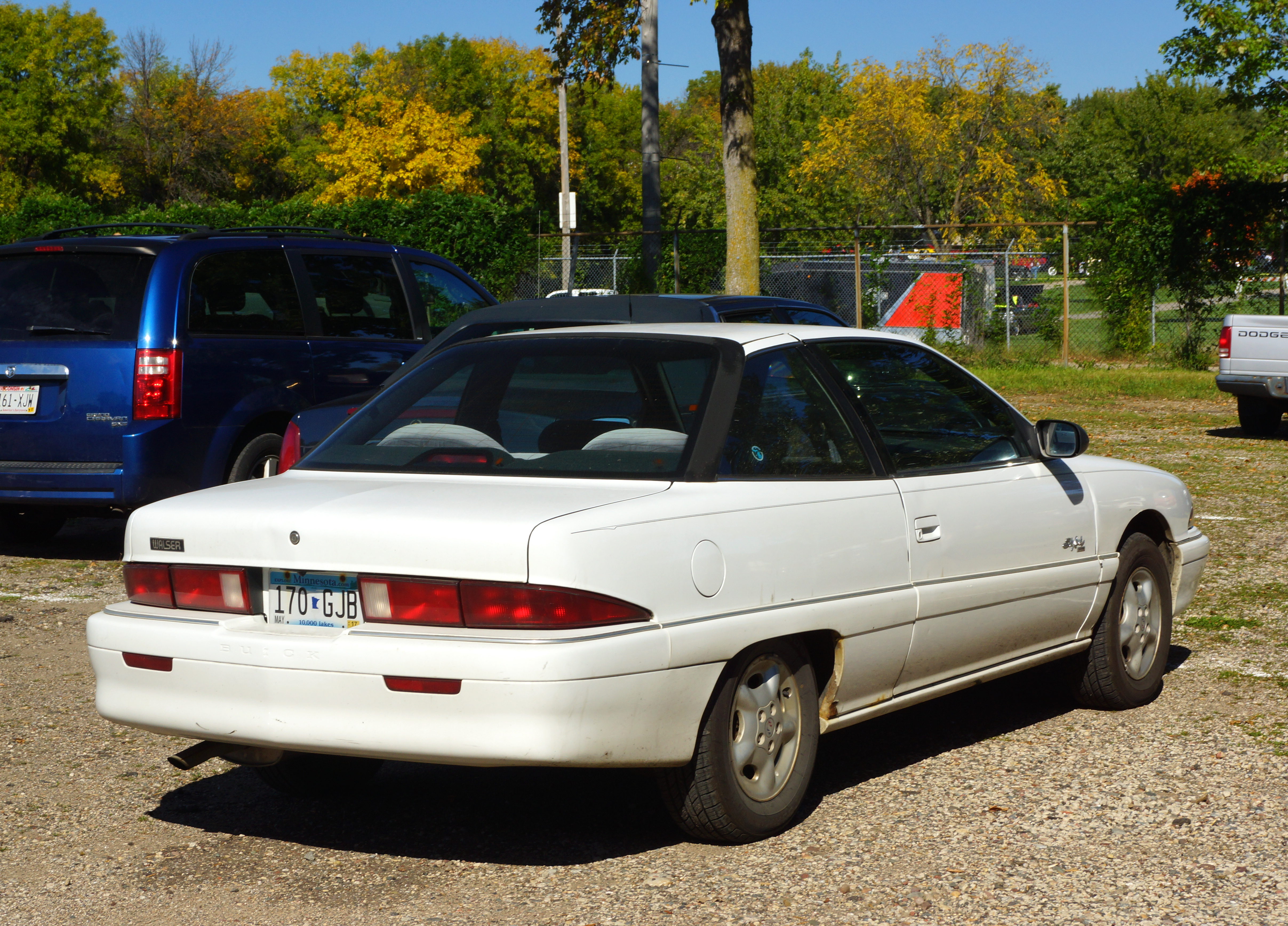
Coupé (1996–1997)